# Hohenzollernové
Dynastie Hohenzollernů (německy: Haus Hohenzollern) či jen Hohenzollernové je německá dynastie švábského původu. Mezi nejvýznamnější státy, kterým Hohenzollernové vládli, patřily Pruské království, Německé císařství a Rumunské království. Rod přetrval až do současnosti a užívá erbu se stříbrno-černě čtvrceným štítem. Počátek dynastie je nepopíratelně doložen od roku 1110 (byla v držení hrabství Zollern ve Švábsku). V roce 1119 získali (Hohen)Zollernové hodnost norimberského purkrabího s rozsáhlými statky ve Francích, jež získal hrabě Fridrich III. sňatkem. Jeho syny se rod rozdělil do dvou větví, do starší katolické švábské a mladší protestantské franské větve. Franská větev o svoje panovnické výsady přišla v roce 1918 a švábská v roce 1947, kdy byl poslední hohenzollernský panovník, rumunský král Michal I., svržen komunisty.
Současnou hlavou dynastie (a hypotetickým pretendentem německého a pruského trůnu) je princ Jiří Fridrich Pruský, prapravnuk posledního německého císaře Viléma II. Hlava dynastie tedy pochází z mladší franské linie; tato situace, kdy příslušník sekundogeniturní větve je hlavou celé dynastie, není příliš častá. Je dána nesrovnatelně významnější dynastickou minulostí této větve Hohenzollernů.
Dynastie používá motto Nihil Sine Deo, česky: Nic bez Boha. V braniborsko-pruské větvi rodu je spíše častěji používáno motto Gott mit uns, česky: Bůh s námi.

## Původní linie rodu

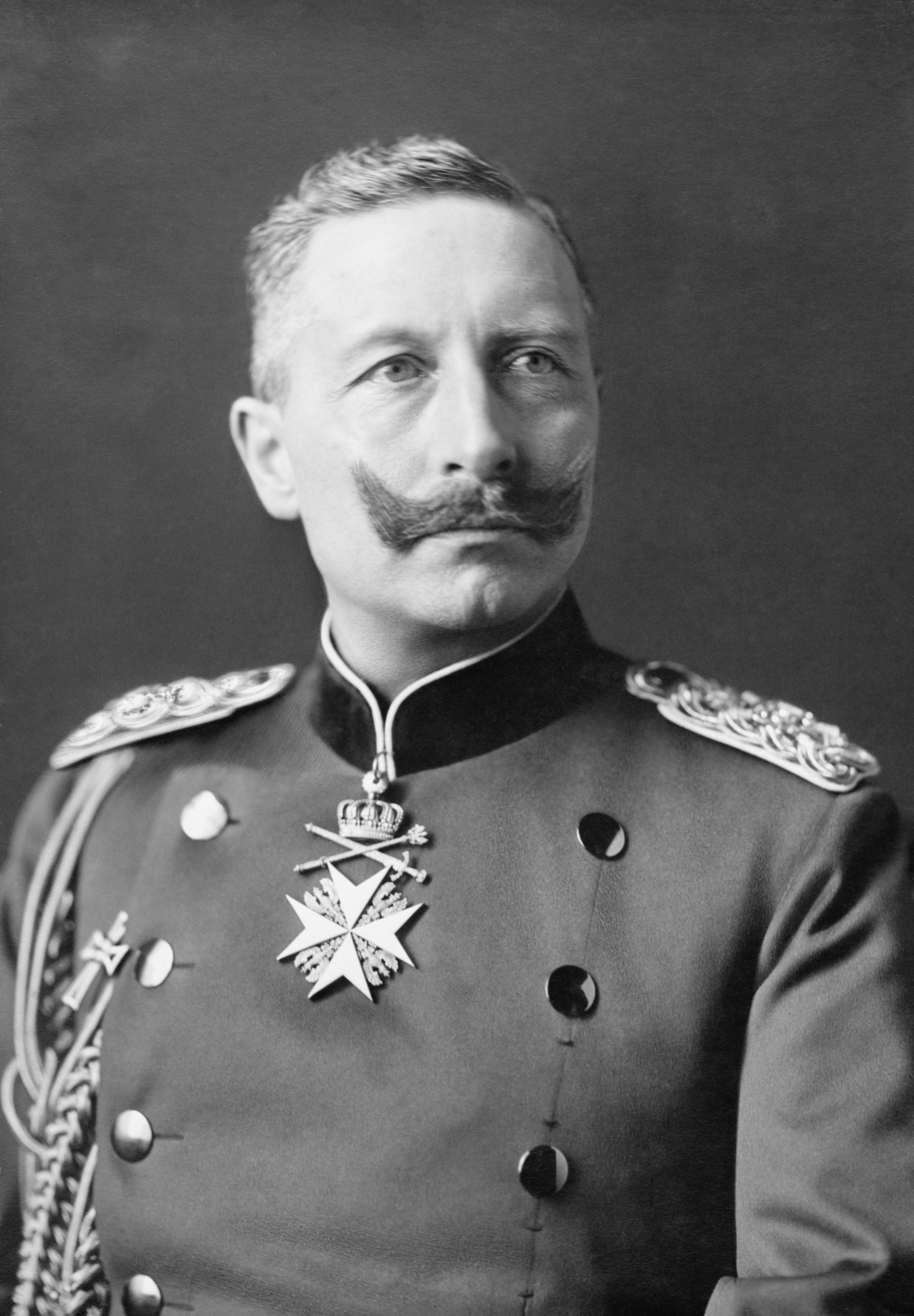
Vilém II. Pruský, poslední německý císař

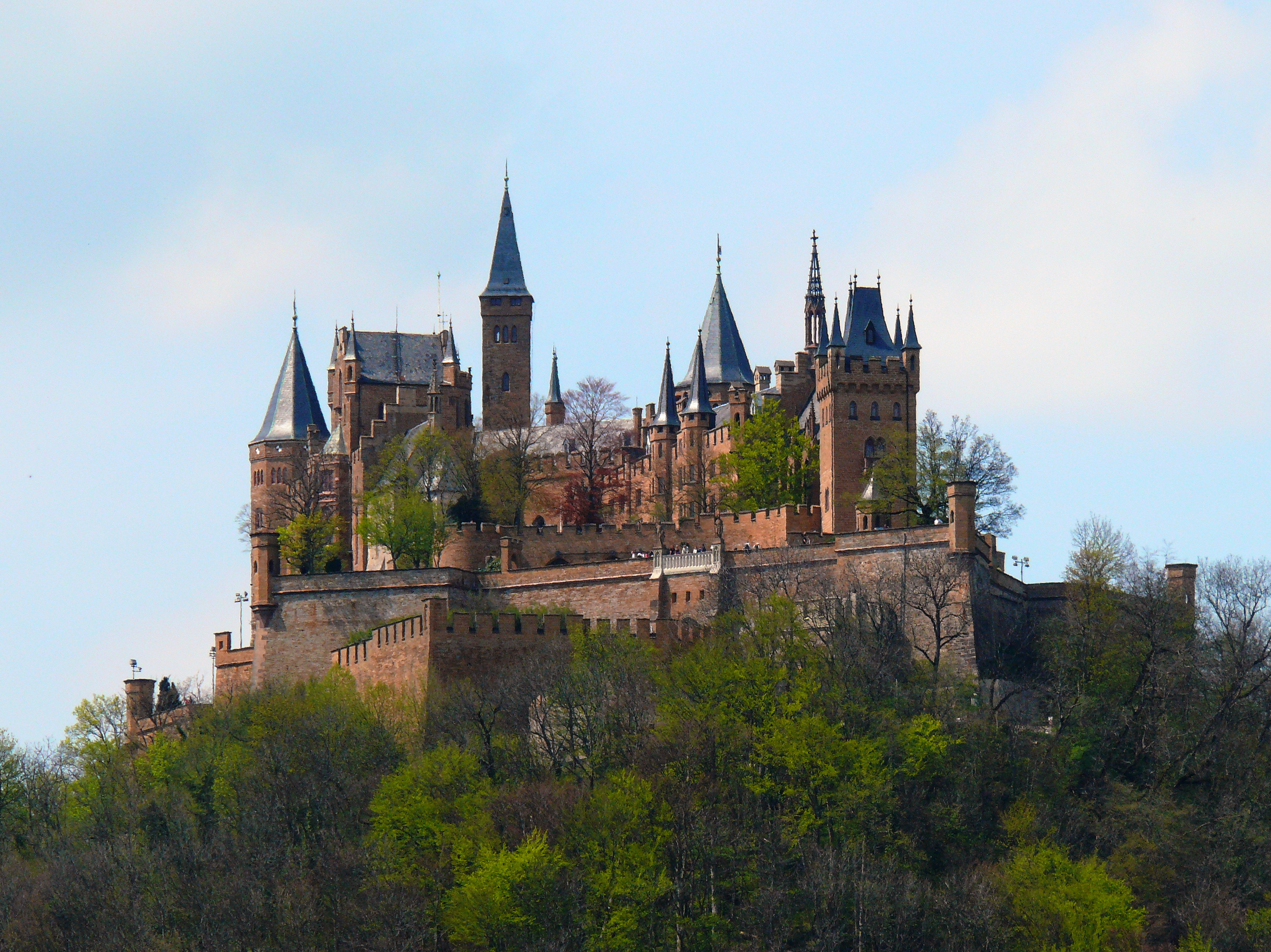
Hrad Hohenzollern, Hechingen

Nejstarší známá zmínka o rodu je z roku 1061. Počátek dynastie je nepopíratelně doložen od roku 1110 (v držení hrabství Zollern ve Švábsku). V roce 1119 získali (Hohen)Zollernové hodnost norimberského purkrabího s rozsáhlými statky ve Francích, jež získal hrabě Fridrich III. sňatkem právě významné purkrabství norimberské. Jeho syny se rod rozdělil do dvou větví, a to starší katolické švábské a mladší protestantské franské.

### Zollernská hrabata (1061–1204)
- Burkhard I. 1061–1125
- Fridrich I. 1125–1142, syn Burkharda
- Fridrich II. 1142–1171, syn Fridricha I.
- Fridrich III. 1171–1200, syn Fridricha II., byl také purkrabím norimberským

Fridrich III. hrabě z Zollernu byl věrný sluha římských císařů Fridricha Barbarossy a Jindřicha VI. V roce 1185 se oženil se Sofií Raabs, dcerou Konráda II., norimberského purkrabího. Právě po Konrádově smrti, který zemřel bez mužských dědiců, získal Fridrich III. jako manžel dědičky norimberské purkrabství a stal se purkrabím Fridrichem I. Norimbersko-Zollernským. Příjmení rodu bylo změněno na Hohenzollern.
Po Fridrichově smrti si jeho synové rozdělili panství mezi sebou:
- Starší bratr Fridrich IV. obdržel hrabství Zollern a norimberské purkrabství v roce 1200 po otci, čímž se stal zakladatelem švábské větve rodu. Švábská větev zůstala katolická.
- Mladší bratr Konrád III. dostal norimberské purkrabství až od svého mladšího bratra v roce 1218, čímž se stal zakladatelem franské větve rodu. Franská větev přibližně v 16. století konvertovala k protestantství resp. luteránství.

## Franská větev
Franská linie je mladší, ale významnější větví dynastie Hohenzollernů a hlava této linie je také hlavou celé dynastie. Tato franská linie, jejímž zakladatelem byl Konrád III. Norimberský, získala postupně tato panství, v jejichž získávání byla podstatně úspěšnější než švábská větev:
- v roce 1218 norimberské purkrabství
- poté v roce 1331 markrabství Ansbach
- v roce 1340 markrabství Kulmbach
- a v roce 1417 Braniborské markrabství
- v roce 1525 Pruské vévodství
- v roce 1701 bylo Pruské vévodství povýšeno na království
- a nakonec v roce 1871 se pruští králové stali německými císaři.

### Norimberští purkrabí (1192–1427)
Zollernský hrabě Fridrich III. získal dědictvím roku 1192 Norimberské purkrabství a stal se purkrabím Fridrichem I. Norimbersko-Zollernským. Po jeho smrti roku 1204 získal purkrabství jeho mladší syn Fridrich IV. Zollernský jenž ho však v roce 1218 předal svému bratru Konrádovi III., jehož potomkům již purkrabství zůstalo.
Po smrti purkrabího Fridricha V. roku 1398 si jeho 2 synové rozdělili území, takže starší Jan III. se stal prvním braniborsko-kulmbašských markrabětem. Janův mladší bratr Fridrich VI. se po něm stal norimberským purkrabím a prvním braniborsko-ansbašským markrabětem. Fridrich VI. se později stal prvním braniborským kurfiřtem z rodu Hohenzollernů.
- Fridrich I. (1192–1204), také zollernský hrabě jako Fridrich III.
- Fridrich II. (1204–1218), předal území bratru Konrádovi
- Konrád III. (1218–1262), zakladatel franské linie
- Fridrich III. (1262–1297)
- Jan I. (1297–1300)
- Fridrich IV. (1300–1332), bratr Jana I.
- Jan II. (1332–1357)
- Fridrich V. (1357–1398)
- Jan III. (1398–1420), syn Fridricha V., jeho ženou byla Markéta Lucemburská, dcera Karla IV.
- Fridrich VI. (1420–1427), syn Fridricha V., pozdější braniborský kurfiřt a markrabě

Když v roce 1420 zemřel Jan III., stal se jeho mladší bratr Fridrich VI. norimberským purkrabím a pod jeho vládnou byly nakrátko sjednoceny Braniborsko-Kulmbach a Braniborsko-Ansbach. Fridrich VI. se v roce 1412 stal braniborským kurfiřtem Fridrichem I. Po jeho smrti roku 1440 bylo jeho území rozděleno mezi jeho syny, jimiž se linie rozdělila na 3 větve:
- Jan Braniborský se stal braniborsko-kulmbašským markrabětem
- Fridrich II. se stal braniborským kurfiřtem
- Albrecht III. Achilles se stal braniborským kurfiřtem po smrti bratra Fridricha II., byl také braniborsko-ansbašským markrabětem

### Braniborsko-ansbašská markrabata (1398–1791)
- Fridrich I. (1398–1440), také braniborsko-kulmbašský markrabě
- Albrecht III. Achilles (1440–1486), jeho syn, také braniborsko-kulmbašský markrabě
- Fridrich II. (1486–1515), jeho syn, také braniborsko-kulmbašský markrabě
- Jiří Pius (1515–1543)
- Jiří Fridrich I. (1543–1603), jeho syn, také braniborsko-kulmbašský markrabě, vévoda Braniborska-Jägerndorfu a pruský regent
- Jáchym Arnošt (1603–1625)
- Fridrich III (1625–1634)
- Albrecht II. (1634–1667)
- Jan Fridrich (1667–1692)
- Kristián I. Albrecht (1686–1692)
- Jiří Fridrich II. (1692–1703)
- Vilém Fridrich (1703–1723)
- Karel Vilém (1723–1757)
- Kristián II. Fridrich (1757–1791), jeho syn, také braniborsko-kulmbašský markrabě

V roce 1791 se kníže Kristián II. Fridrich vzdal suverenity svého knížectví ve prospěch pruského krále Fridricha Viléma II.

### Braniborsko-kulmbašská (1398–1604), později braniborsko-bayreuthská (1604–1791) markrabata
- Jan I. (1398–1420)
- Fridrich I. (1398–1440), také braniborsko-ansbašský markrabě
- Jan II. (1440–1420)
- Albrecht III. Achilles (1457–1464), také braniborsko-ansbašský markrabě a braniborský kurfiřt
- Fridrich I. (1486–1486), také braniborský kurfiřt
- Zikmund (1486–1495)
- Fridrich II. (1495–1515), také braniborsko-ansbašský markrabě
- Kazimír (1515–1527)
- Albrecht II. Alcibiades (1527–1553)
- Jiří Fridrich I. (1553–1603), také braniborsko-ansbašský markrabě, vévoda Braniborska-Jägerndorfu a pruský regent

- Kristián I. (1603–1655)
- Kristián II. Arnošt (1655–1712)
- Jiří I. Vilém (1712–1726)
- Jiří Fridrich II. (1726–1735), předtím braniborsko-ansbašský markrabě
- Fridrich IV. (1735–1763)
- Fridrich V. Kristián (1763–1769)
- Kristián II. Fridrich (1769–1791), také braniborsko-ansbašský markrabě

V roce 1791 se kníže Kristián II. Fridrich vzdal suverenity svého knížectví ve prospěch pruského krále Fridricha Viléma II.

### Braniborská markrabata a kurfiřti (1415–1806)

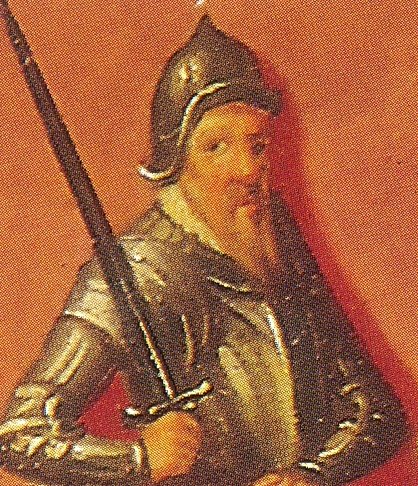
Fridrich I. Braniborský

Fridrich VI. Norimberský získal v roce 1415 Braniborsko (významné říšské markrabství s kurfiřtským hlasem, který se k titulu markraběte braniborského vázal), jež mu císař Zikmund Lucemburský udělil za dlouholeté věrné služby. Posléze vládl jako Fridrich I. Braniborský. Od té doby patřili Hohenzollernové k nejvýznamnějším říšským rodům. V roce 1455 koupil jeho nástupce Fridrich II. od Řádu německých rytířů Novou marku a tak sjednotil Braniborsko. Hohenzollernové přenesli sídlo z Tangermünde do Berlína v roce 1486.
Dalším krokem v rozmachu rodové moci byla sekularizace pruských majetků Řádu německých rytířů v roce 1525, kterou provedl tehdejší řádový velmistr Albrecht Braniborský. Nově vzniklé Pruské vévodství zdědil v roce 1618 právě braniborský kurfiřt a markrabě Jan Zikmund. Od té doby byly Prusy knížecí spojeny s Braniborským markrabstvím v jeden stát (Braniborsko-Prusko) se silně německým charakterem. Hlavním městem se stal Berlín. Na rozdíl od západní části nového státu (Braniborska) východní část (Prusko) nebyla součástí Svaté říše římské národa německého.

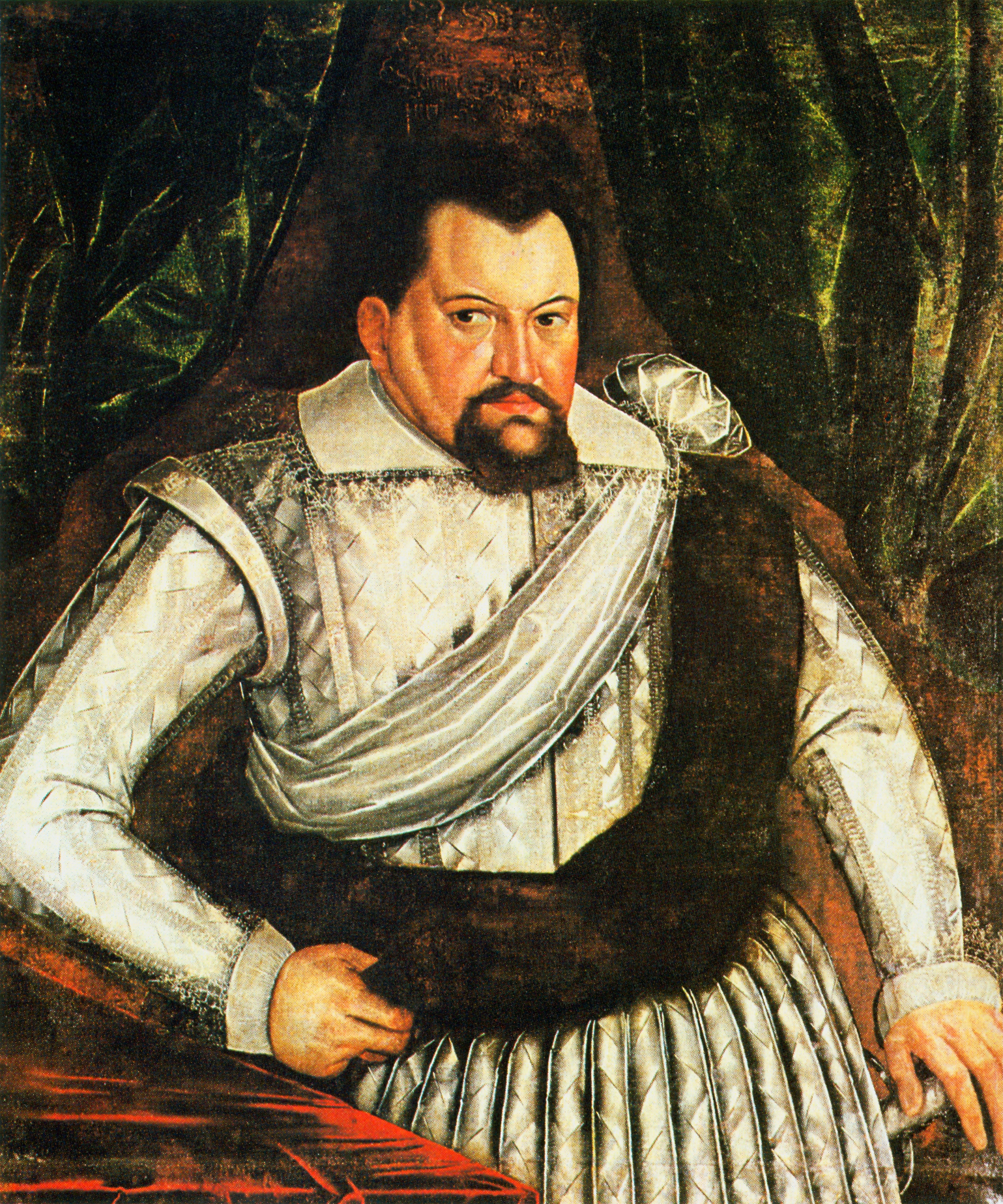
Fridrich I. (1415–1440), od r. 1426 byl markrabětem jeho syn Jan, kurfiřtem však zůstal do smrti
  - Jan Braniborský (1426–1440), syn Fridricha I., byl pouze markrabětem, kurfiřtem byl jeho otec až do smrti
- Fridrich II. Železný (1440–1470)
- Albrecht III. Achilles (1470–1486)
- Jan Cicero (1486–1499)
- Jáchym I. Nestor (1499–1535)
- Jáchym II. Hector (1535–1571)
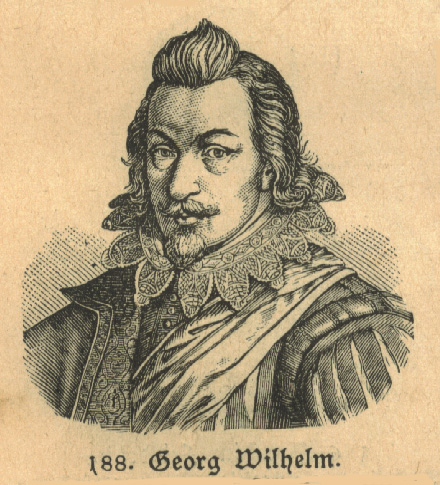
Jan Jiří I. (1571–1598)
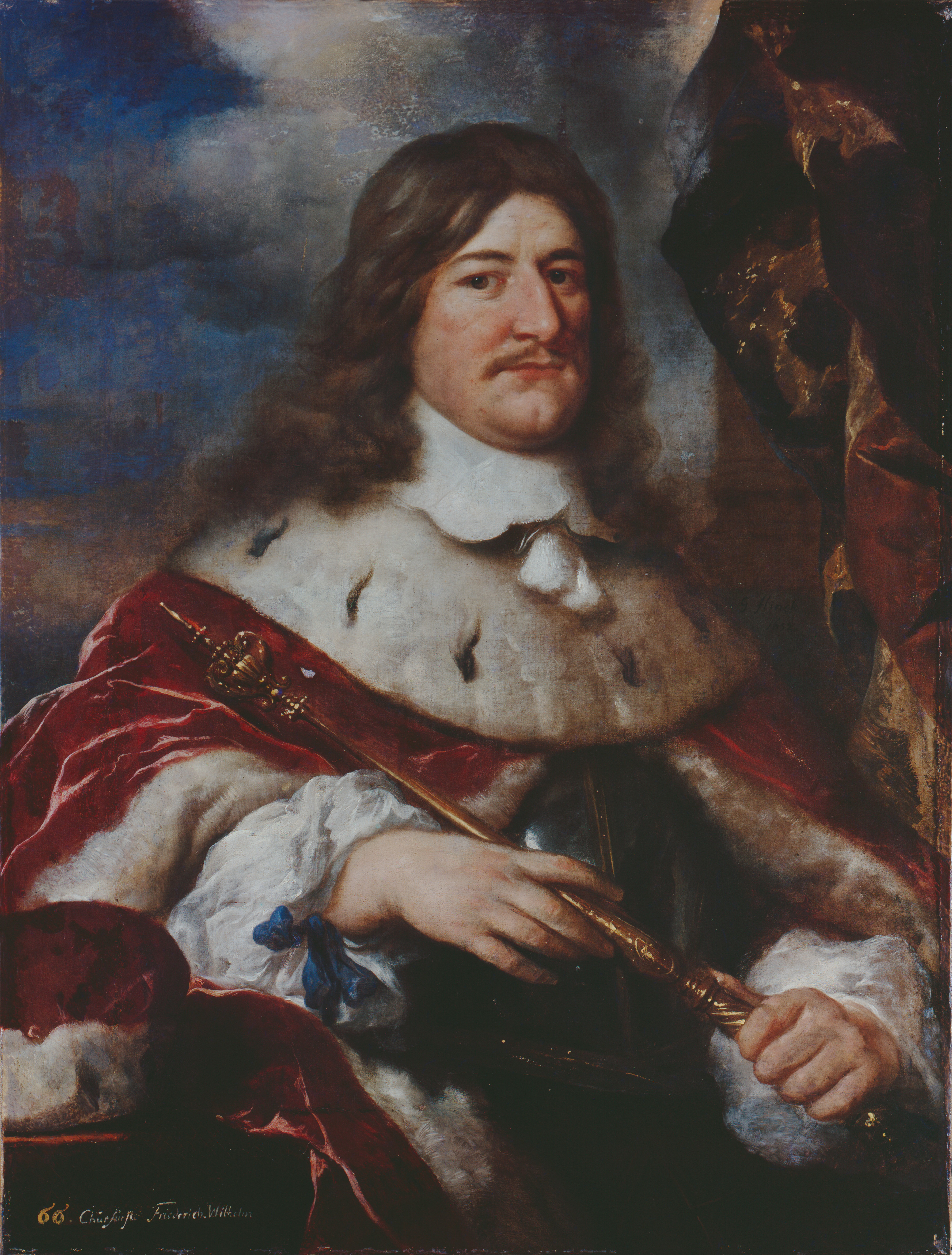
Jáchym Fridrich I. (1598–1608)
- Jan Zikmund Braniborský (1608–1619)
- Jiří Vilém (1619–1640), syn Jana Zikmunda
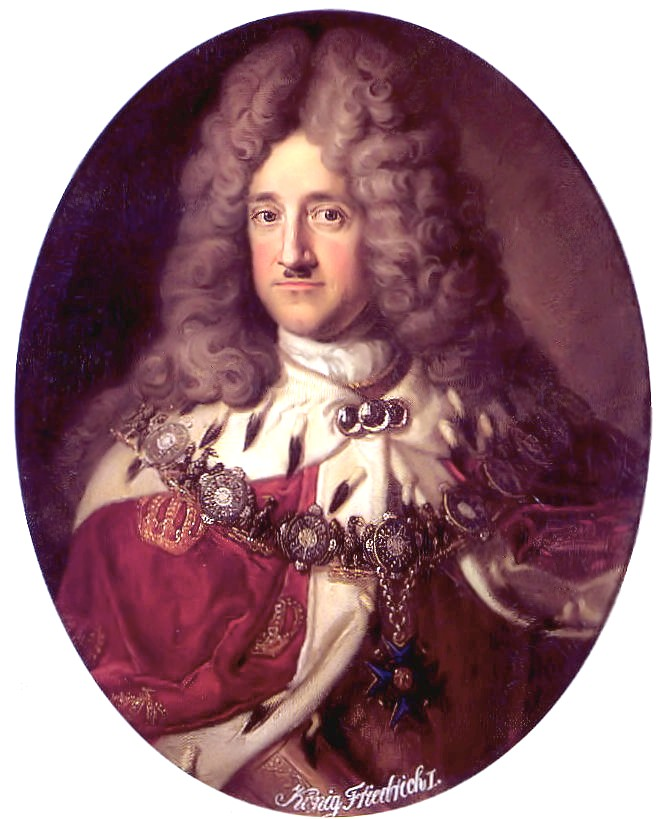
Fridrich Vilém I. (1640–1688)
- Fridrich III. (1688–1713(1701) – od r. 1701 také pruský král

Když se v roce 1701 stal braniborský markrabě a kurfiřt Fridrich III. pruským králem Fridrichem I., stal se titul markraběte a kurfiřta braniborského jedním z titulů pruského krále a pozbyl funkce hlavního titulu. Braniborští vládci, kteří byli zároveň pruskými králi, jsou uvedeni zde pod číslováním jako pruští králové.
- Fridrich Vilém I. (1713–1740), syn kurfiřta Fridricha III. (krále Fridricha I.)
- Fridrich II. Veliký (1740–1786), kurfiřt jako Fridrich IV.
- Fridrich Vilém II. (1786–1797), kurfiřt jako Fridrich Vilém I.
- Fridrich Vilém III. (1797–1840), kurfiřt jako Fridrich Vilém II.

Za vlády kurfiřta Fridricha Viléma IV. (pruský král Fridrich Vilém III.) v roce 1806 bylo Braniborské kurfiřtství (markrabství) plně začleněno do Pruského království v důsledku rozpadu Svaté říše římské a tím zániku kurfiřtských hodností. V rámci Pruska se Braniborsko stalo provincií Braniborsko, ale titul markraběte braniborského si pruští králové ve své titulatuře ponechali.

Galerie
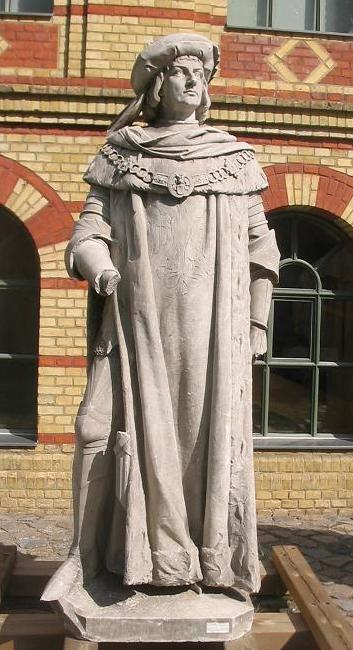
Fridrich I.
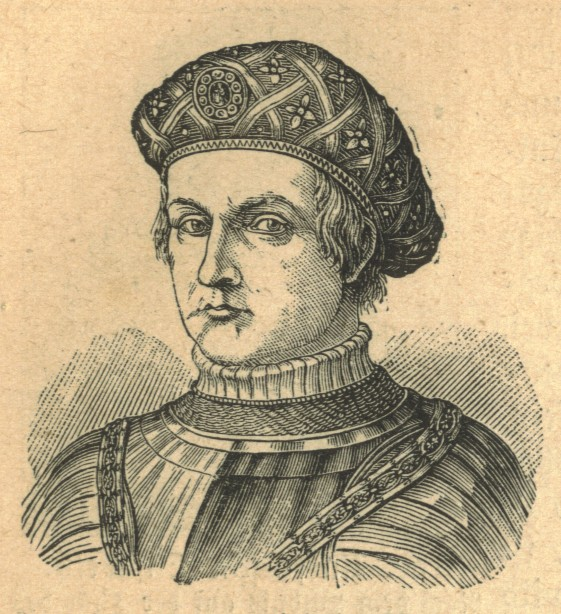
Fridrich II. Železný
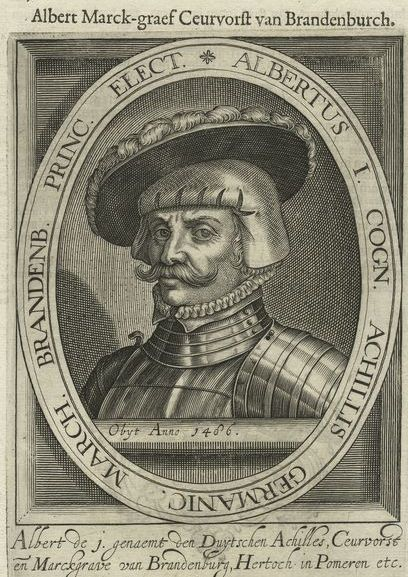
Albrecht III. Achilles
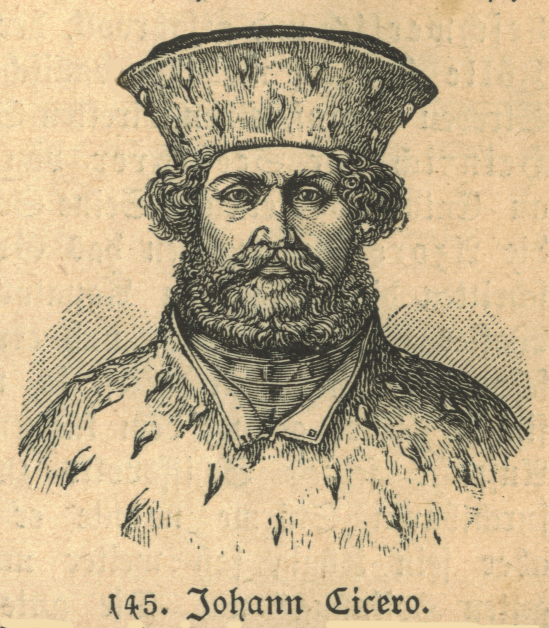
Jan Cicero

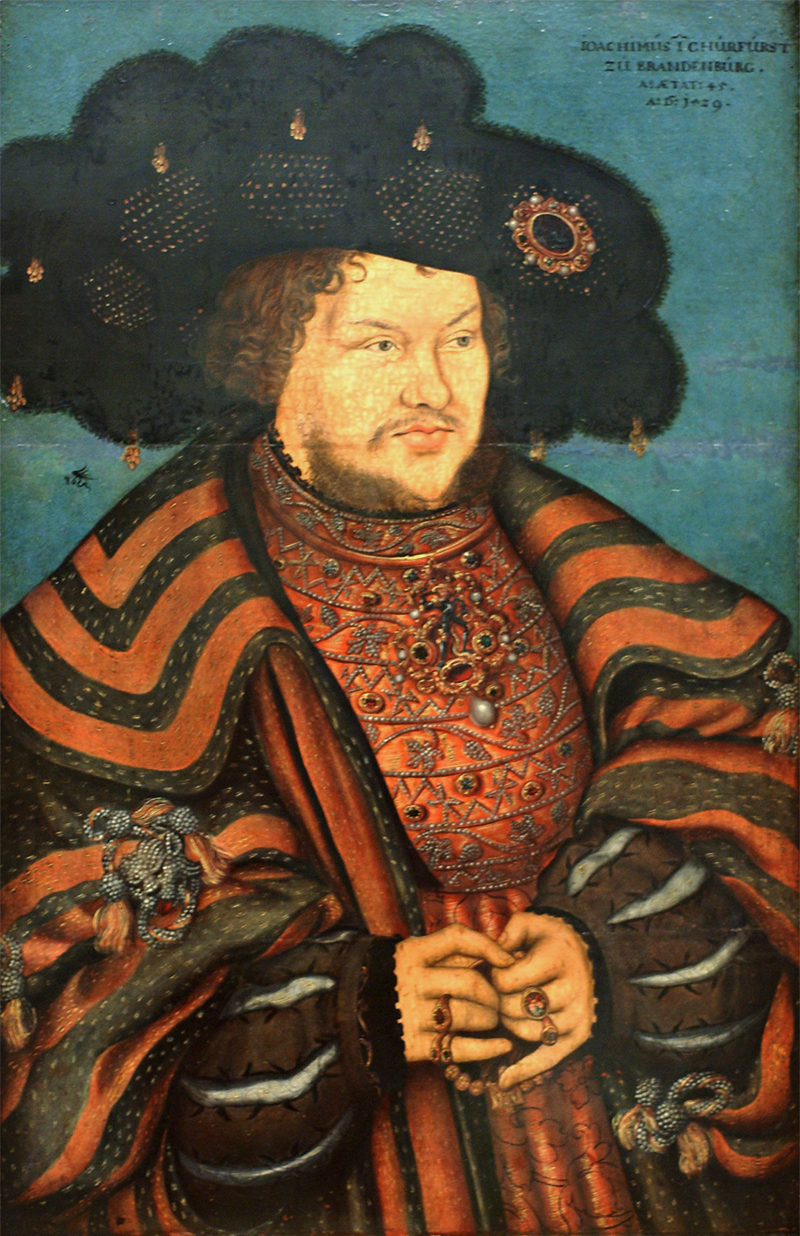
Jáchym I. Nestor
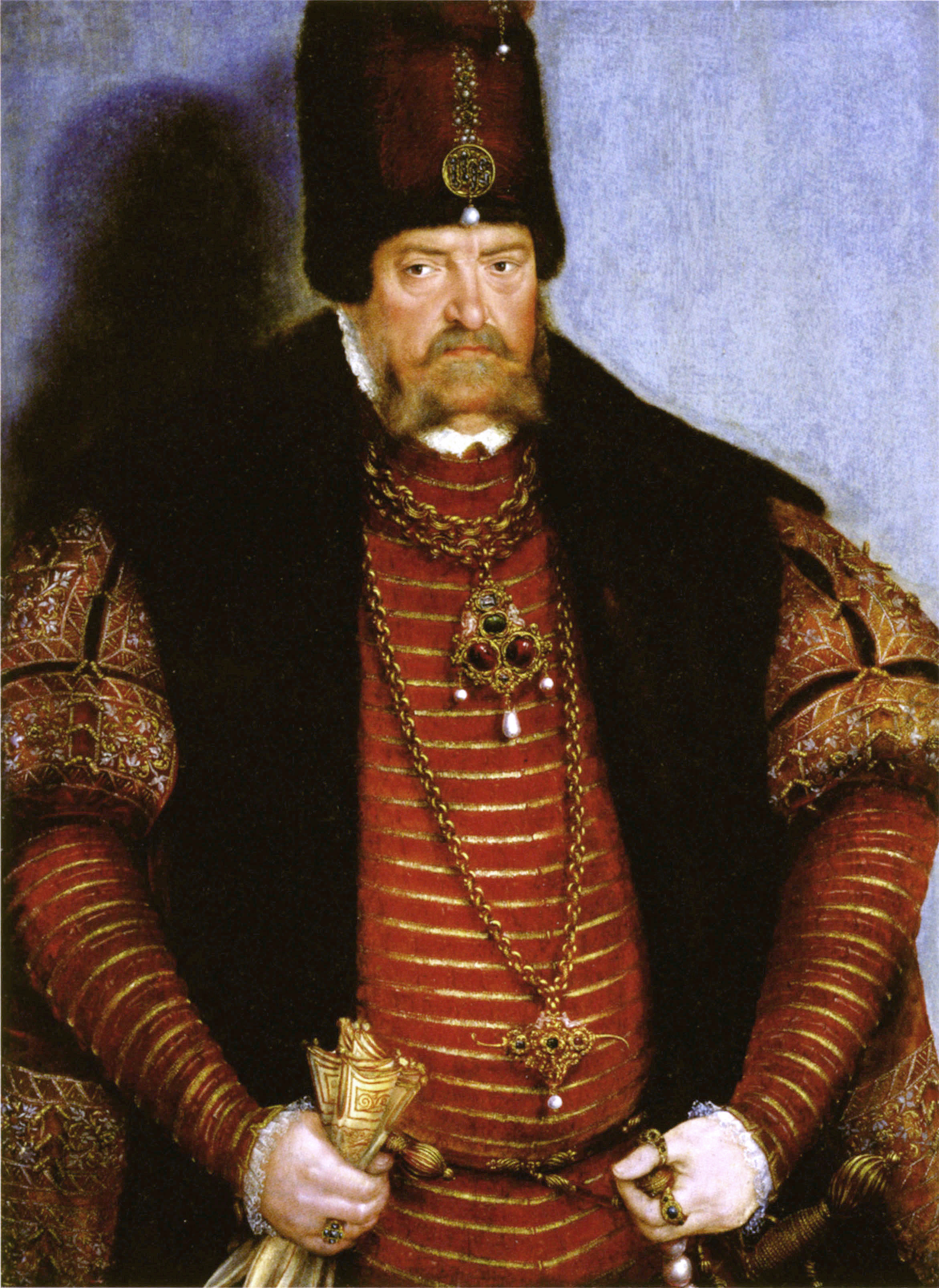
Jáchym II. Hector
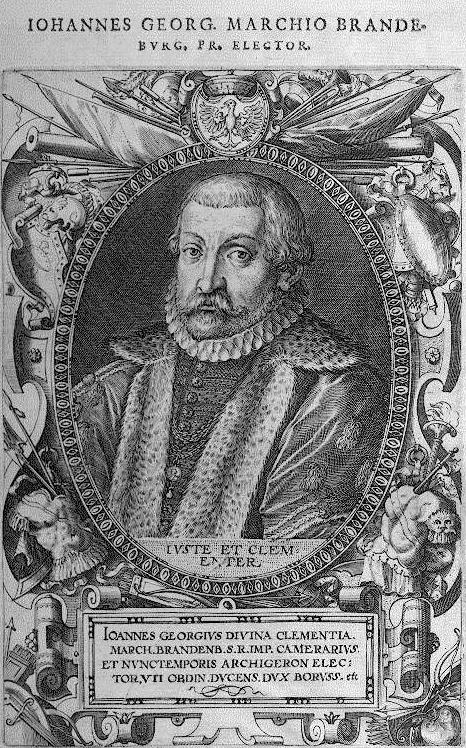
Jan Jiří I.
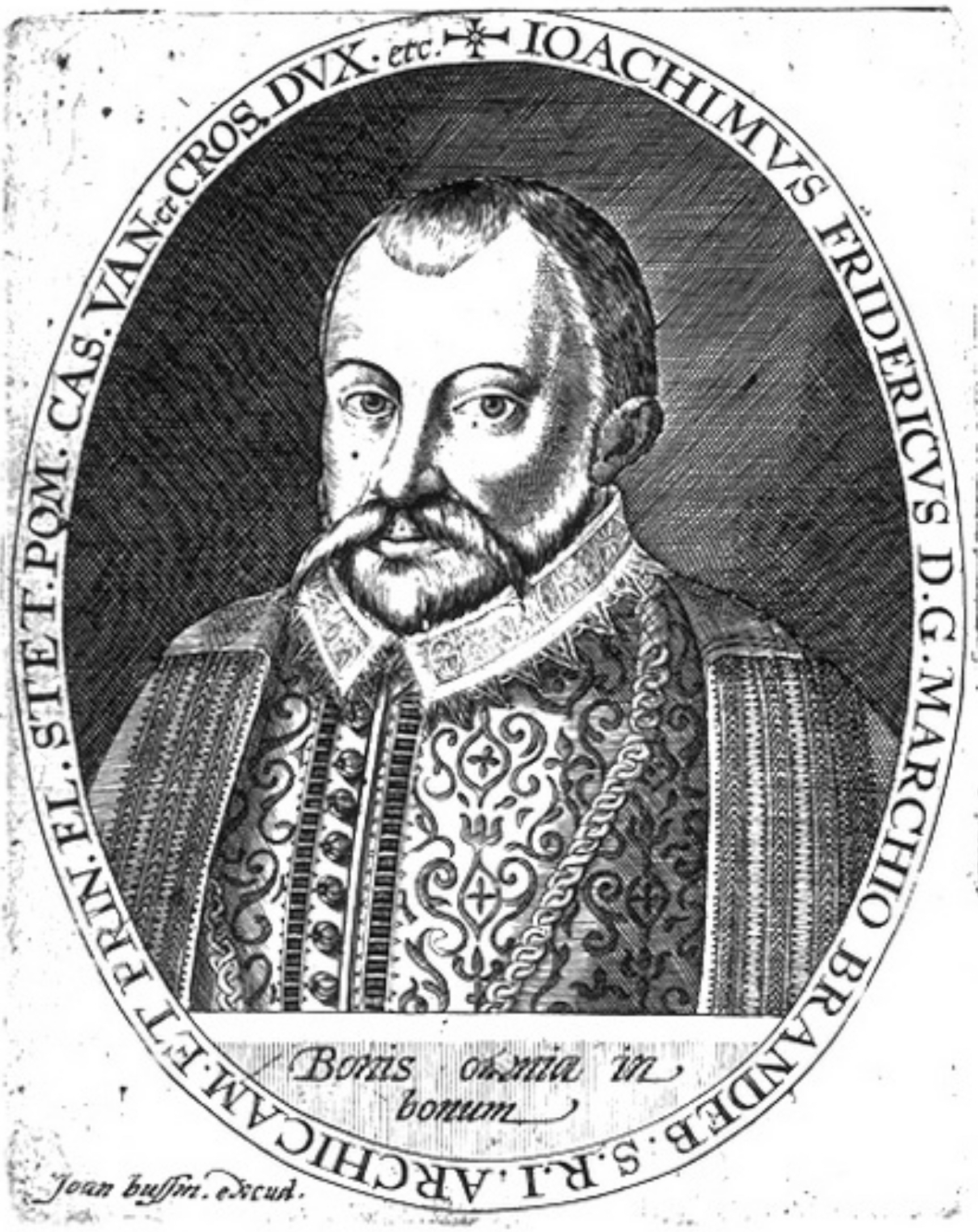
Jáchym Fridrich I.

- Jan Zikmund
- Jiří Vilém
- Fridrich Vilém
- Fridrich III.

#### Hohenzollernský nárok na český trůn
Málo známým faktem je, že braniborští Hohenzollernové měli po smrti krále Ladislava Pohrobka velmi blízko k získání českého trůnu, podle pravidel legitimní přemyslovské primogenitury. Po jeho smrti (nepočítáme-li vládu Jiřího z Poděbrad) nastoupil syn jeho sestry Alžběty Vladislav Jagellonský jako její prvorozený syn. Alžběta ale nebyla prvorozená sestra Ladislava Pohrobka, tou byla Anna, která byla v roce 1446 provdána za Viléma III. Saského. Tento pár měl pouze dvě dcery, na které by dědictví podle primogenitury přešel nárok. Starší Markéta se v roce 1476 provdala za kurfiřta Jana Cicera z rodu Hohenzollernů. Ten by se pak z jejího práva stal podle zásad primogenitury dědičným králem Janem II. Jelikož ale bylo České království v té době volenou monarchií, stal se po volbě českých stavů novým českým králem Vladislav Jagellonský a po něm jeho syn Ludvík Jagellonský.

### Pruští vévodové (1525–1701)
Dalším krokem v rozmachu rodové moci Hohenzollernů byla sekularizace pruských majetků Řádu německých rytířů v roce 1525, kterou provedl tehdejší řádový velmistr Albrecht Braniborský z Ansbašské linie, který přijal roku 1525 luteránskou reformaci a posléze se stal prvním pruským vévodou (knížetem) jako Albrecht I. Pruské vévodství se stalo polským lénem. Když v roce 1618 zemřel jeho syn Albrecht Fridrich bez mužských dědiců, zdědil pruské vévodství braniborský kurfiřt. Od té doby byly Prusy knížecí spojeny s Braniborským markrabstvím, kde vládli rovněž Hohenzollernové, v jeden stát (Braniborsko-Prusko) se silně německým charakterem. Hlavním městem se stal Berlín. „Velký kurfiřt“ Fridrich Vilém (1640–1688) dosáhl zrušení vazalských závazků a 19. září 1657 velavskou smlouvou i zrušení lenního poměru k Polsku, což bylo uznáno 3. května 1660 olivským mírem i ostatními mocnostmi. Na rozdíl od západní části nového státu (Braniborska) se východní část (Prusko) nestala součástí Svaté říše římské národa německého.
- Albrecht I. (1525–1568)
- Albrecht II. Fridrich (1568–1618), co-dědic, zemřel bez mužských dědiců, vévodství připadlo braniborskému kurfiřtu.
- Jan Zikmund Braniborský (1608–1619), regent
- Jiří Vilém (1619–1640), syn Jana Zikmunda
- Fridrich Vilém (1640–1688)
- Fridrich I. (1688–1701), zároveň braniborský kurfiřt, od roku 1701 pruský král

V roce 1701 se pruský vévoda a zároveň braniborský kurfiřt Fridrich I. (III.) stal pruským králem Fridrichem I.

Galerie
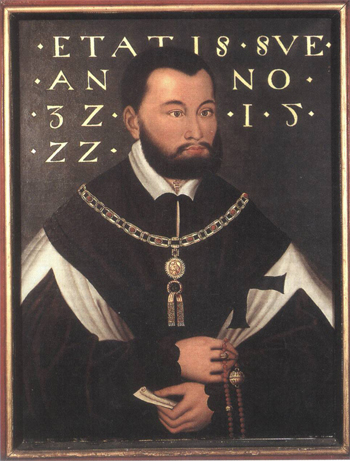
Albrecht I.
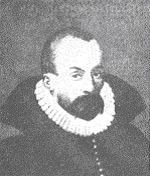
Albrecht Fridrich
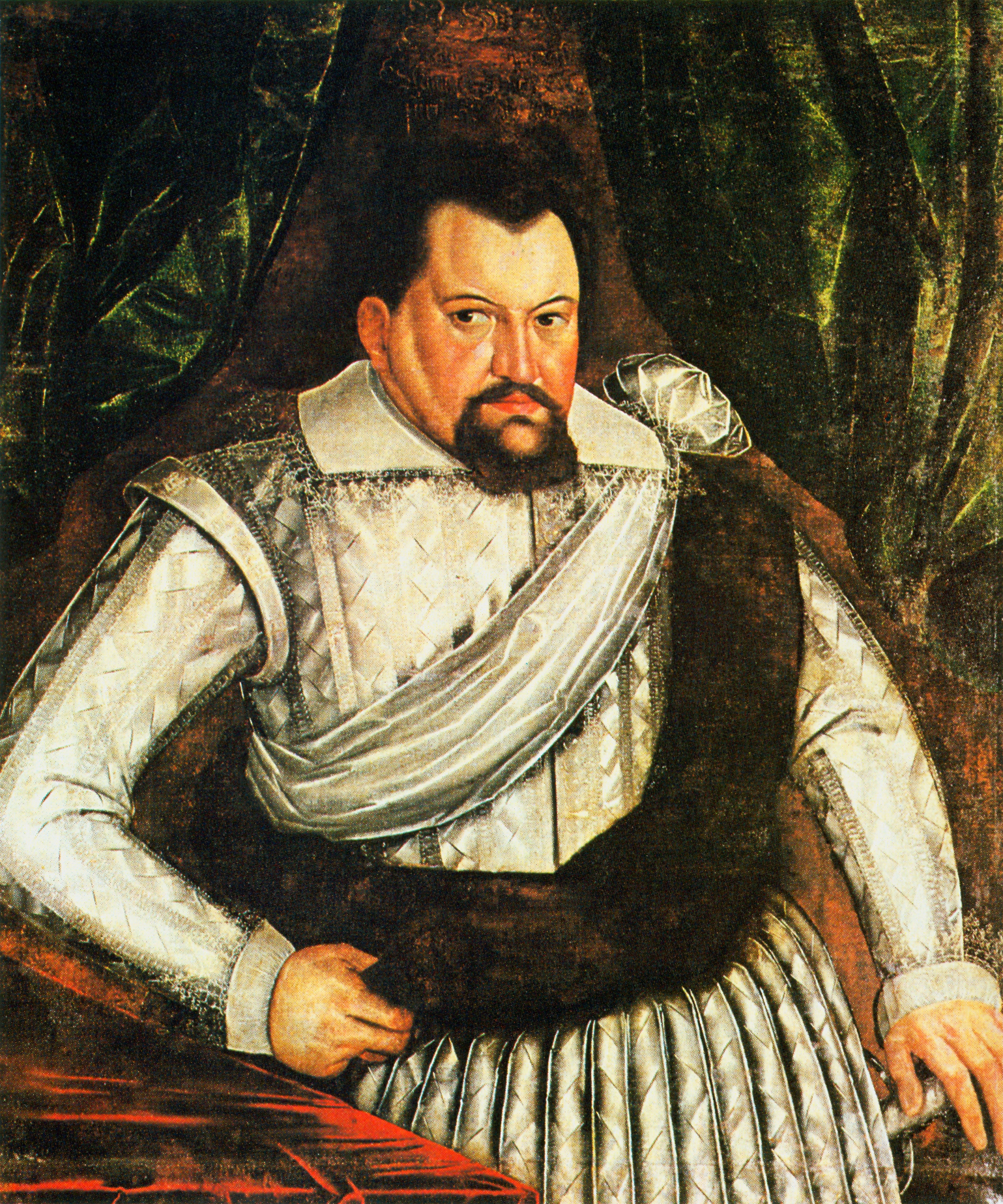
Jan Zikmund
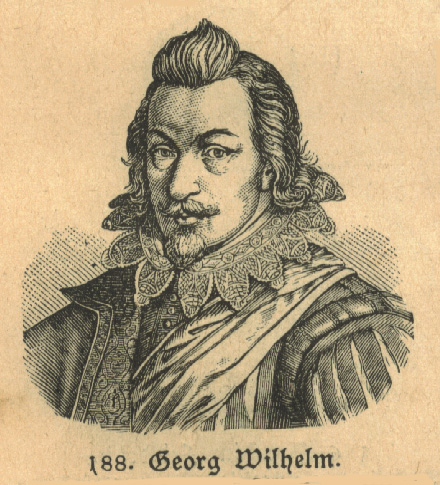
Jiří Vilém
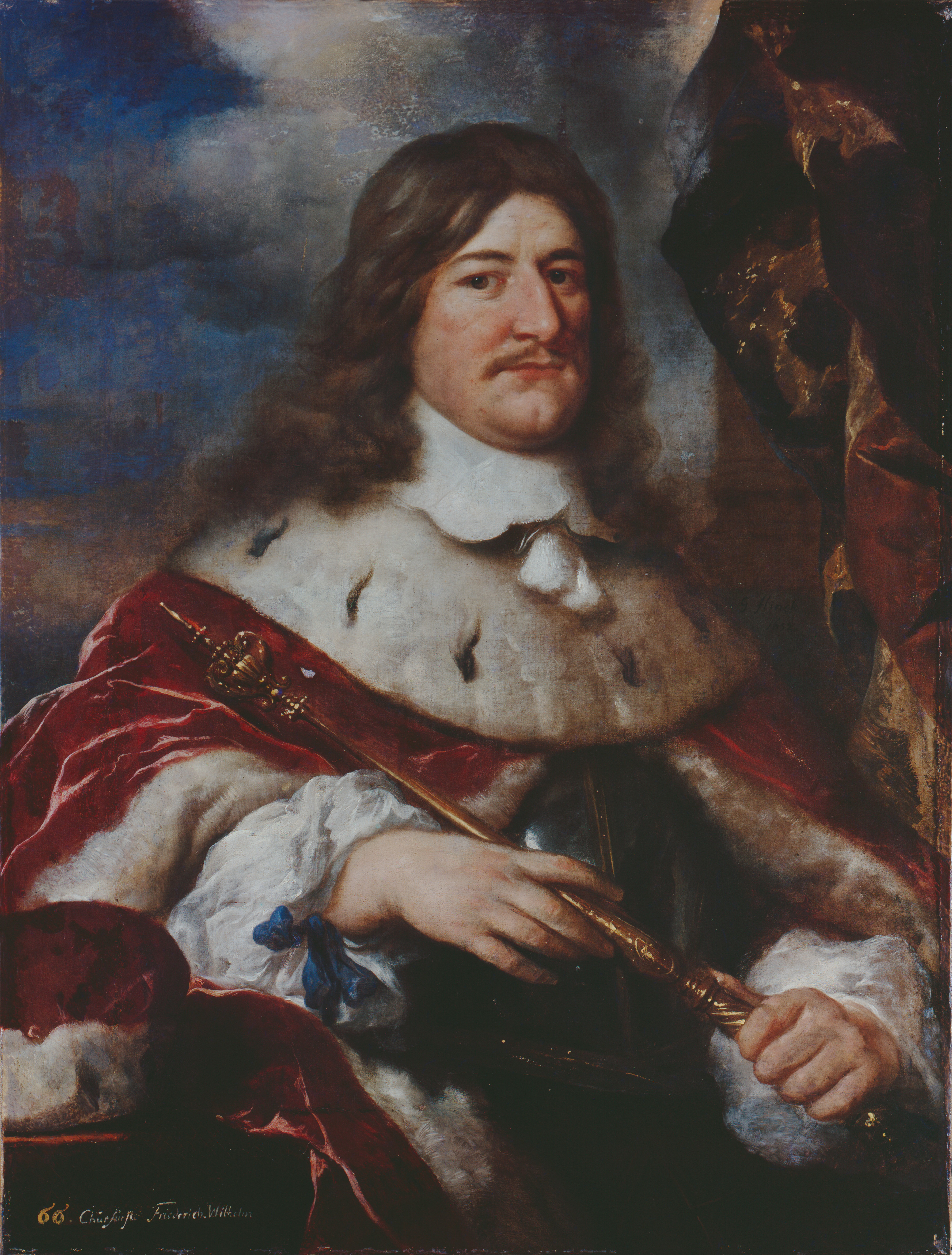
Fridrich Vilém

### Pruští králové (1701–1918)

Prusko (1918)

Několik let před rokem 1700 získala hannoverská dynastie následnictví ve Spojeném království, kde od roku 1714 v osobě krále Jiřího I. usedla na trůn. Také saský kurfiřt Fridrich August I. Silný (z rodu Wettinů) získal roku 1697 titul polského krále, takže se královský titul stával pro Prusko (Braniborsko-Prusko) čím dál více otázkou prestiže.
V roce 1701 tedy přijal tehdejší braniborský a pruský panovník titul „král v Prusku“ (něm. König in Preußen) a v rámci obtížně akceptovaného kompromisu s císařem byl tedy svrchovaným panovníkem pouze na územích mimo Říši, v tzv. Prusích knížecích; jednalo se také o ústupek Polsku, jež ovládalo tzv. Prusy královské a také argument, proč se pruský panovník nemohl titulovat „král Pruský“ (něm. König von Preußen).
Korunovaci Fridricha I. pruským králem předcházelo založení Řádu Černé orlice. 18. ledna 1701 Fridrich I. byl v okázalé ceremonii korunován v Königsbergu, při níž si sám vložil korunu na hlavu a na hlavu své ženy a až poté se nechal pomazat. Fridrich I. (1701–1713) byl kromě Viléma I. (1861–1888) jediným korunovaným pruským králem.
Zbytek 18. století a také 19. století bylo ve znamení prusko-rakouských sporů o středoevropskou hegemonii. Vítězné války o rakouské dědictví přinesly Hohenzollernům v r. 1742 Slezsko. Po prvním dělení Polska v roce 1772 získali Hohenzollernové „královské Prusko“ a změnili svůj titul na krále pruského (něm. König von Preußen). Růst moci po dalších děleních Polska, napoleonských válkách a zániku Svaté říše římské národa německého byl završen vítězstvím v prusko-rakouské válce v roce 1866.
18. května 1848 se ve Frankfurtu nad Mohanem sešel první celoněmecký parlament. 27. března 1849 shromáždění těsnou většinou schválilo dědičnost německé císařské koruny a o den později se shodlo i na tom, že koruna bude nabídnuta pruskému králi Fridrichu Vilémovi IV. Tato volba měla dosadit pruského krále do čela liberálního hnutí. V Berlínského dvora vypukl zmatek. Král Fridrich Vilém IV. však po váhání 27. dubna korunu odmítl.
Odmítnutí císařské koruny mělo zřejmě dva hlavní důvody: protože se považoval za krále z Boží milosti, nemohl přijmout korunu (ač o sjednocení velmi usiloval) z rukou frankfurtského shromáždění, jež považoval za revoluční instituci. Císařskou korunu by přijal jako legitimistický panovník pouze od rovnorodých knížat. Stejný názor zastával i králův bratr, budoucí král Vilém I. Druhý důvod byl ten, že Fridrichu Vilémovi připadalo v rozporu se svatým duchem německých dějin a také se mu příčilo, aby si pruský král vsadil na hlavu uctívanou císařskou korunu, která podle historického práva přísluší rakouskému panovníkovi.
V roce 1850 získala francká větev od švábské výměnou za finanční rentu knížectví Hohenzollern.
V roce 1861 Fridrich Vilém IV. zemřel a králem se stal jeho bratr Vilém I., ten se v roce 1871 stal dědičným německým císařem.

#### králové v Prusku
- Fridrich I. (1701–1713), zároveň braniborský kurfiřt a markrabě
- Fridrich Vilém I. (1713–1740), přezdívaný král voják, zároveň braniborský kurfiřt a markrabě
- Fridrich II. Veliký (1740–1772), změnil titul na krále pruského, zároveň braniborský kurfiřt a markrabě

#### králové Pruska
V letech 1772–1795 se Prusko zúčastnilo trojího dělení Polska a získalo tak rozsáhlá území na východě, mezi nimiž měly pro Prusko největší význam právě tzv. Prusy Královské (pozdější Západní Prusko). Tehdejší „král v Prusku“ Fridrich II. Veliký se tedy již mohl titulovat jako „král Pruský“ (něm. König von Preußen).
- Fridrich II. Veliký (1772–1786), změnil titul na krále pruského, zároveň braniborský kurfiřt a markrabě
- Fridrich Vilém II. (1786–1797), zároveň braniborský kurfiřt a markrabě
- Fridrich Vilém III. (1797–1840), zároveň braniborský kurfiřt a markrabě
- Fridrich Vilém IV. (1840–1861)
- Vilém I. (1861–1888), regent za bratra Fridricha Viléma, později sám král, od roku 1871 také německý císař.

Galerie
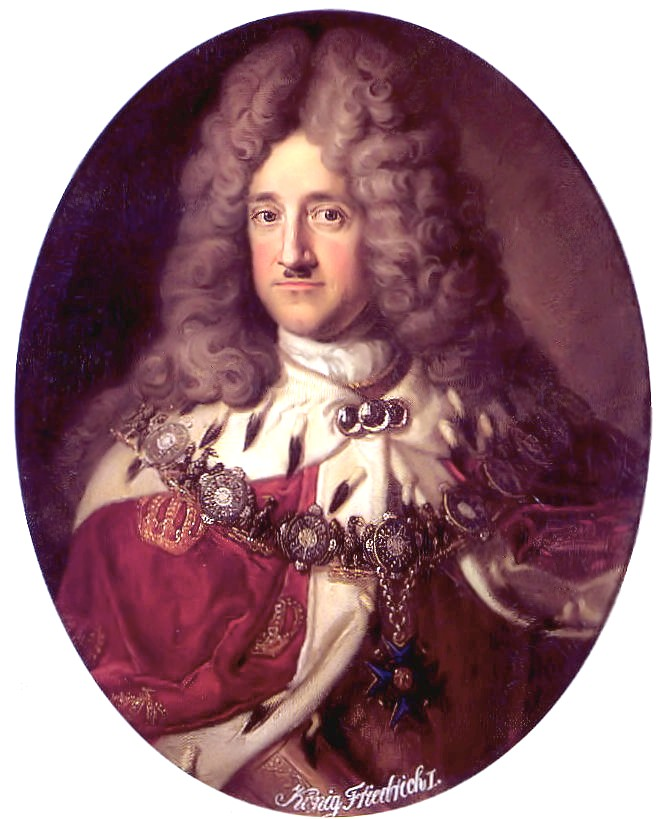
Fridrich I.
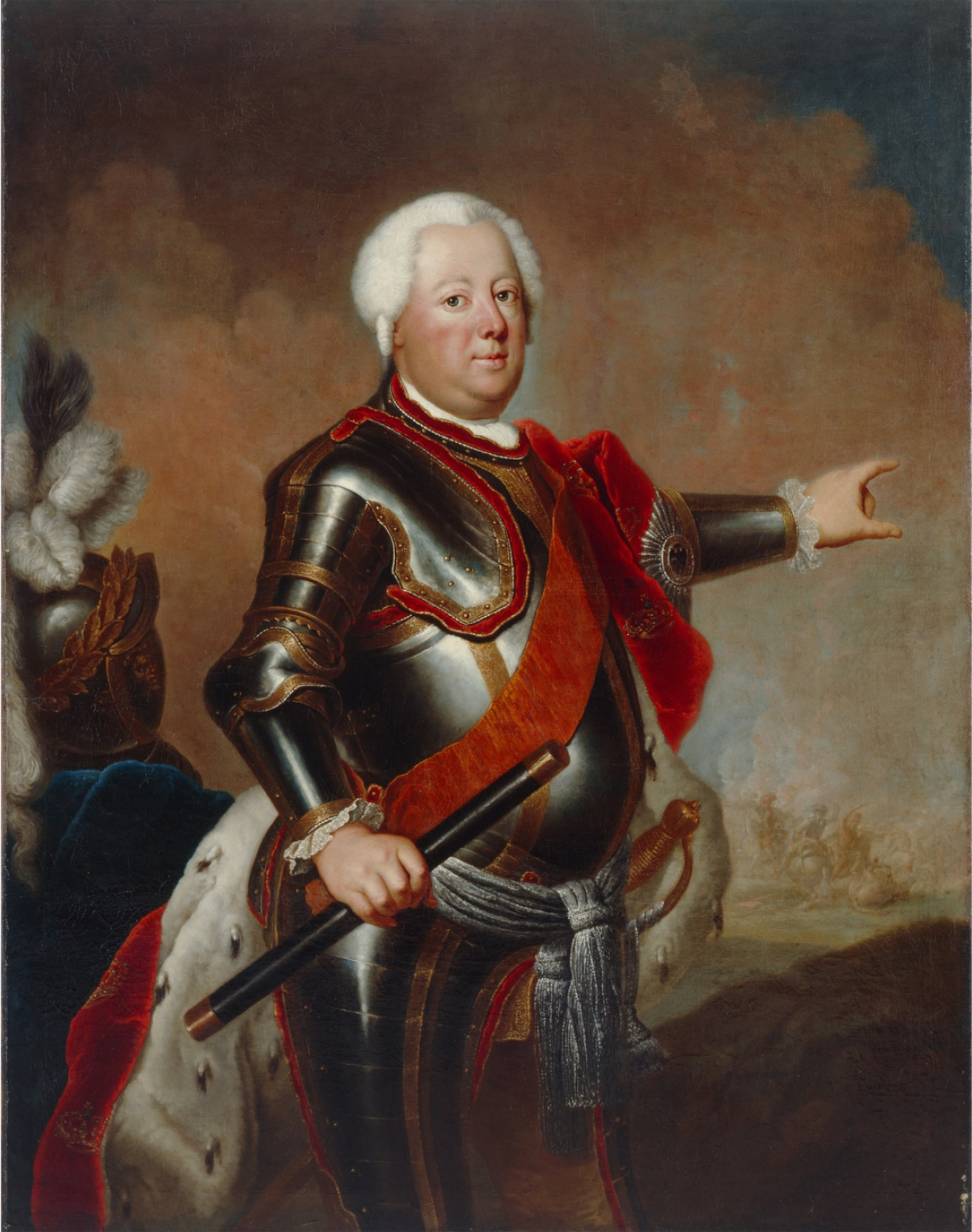
Fridrich Vilém I.
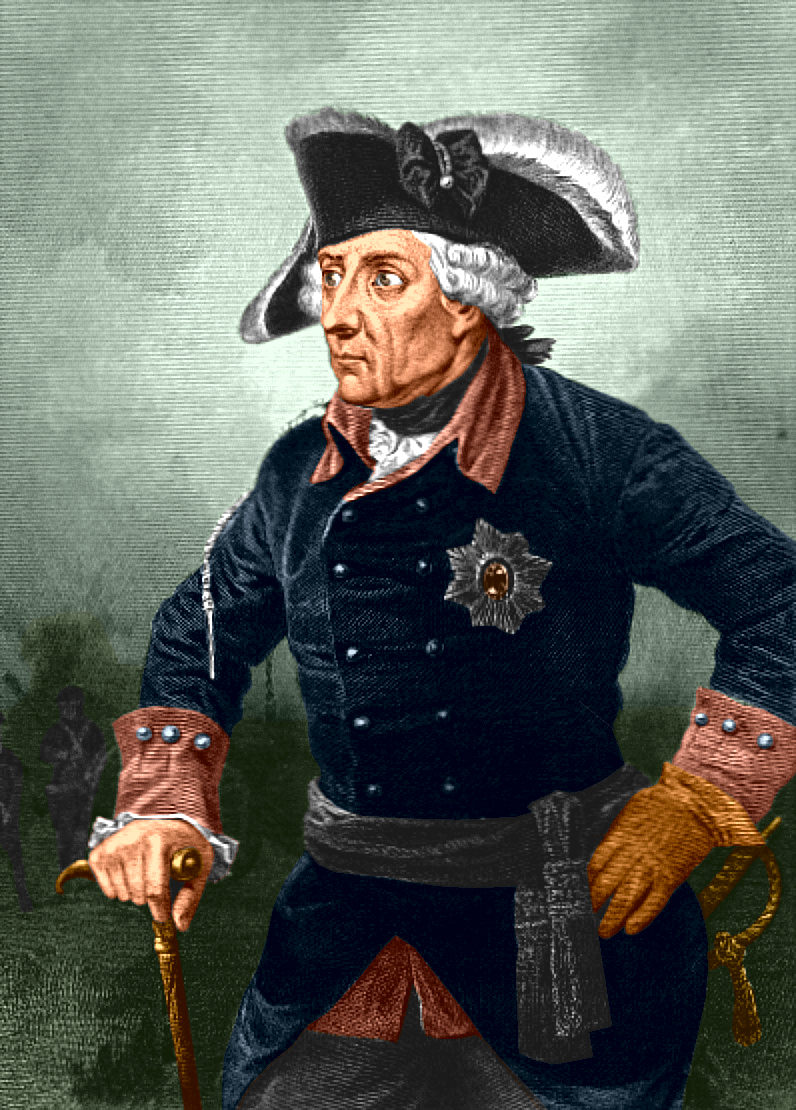
Fridrich II.
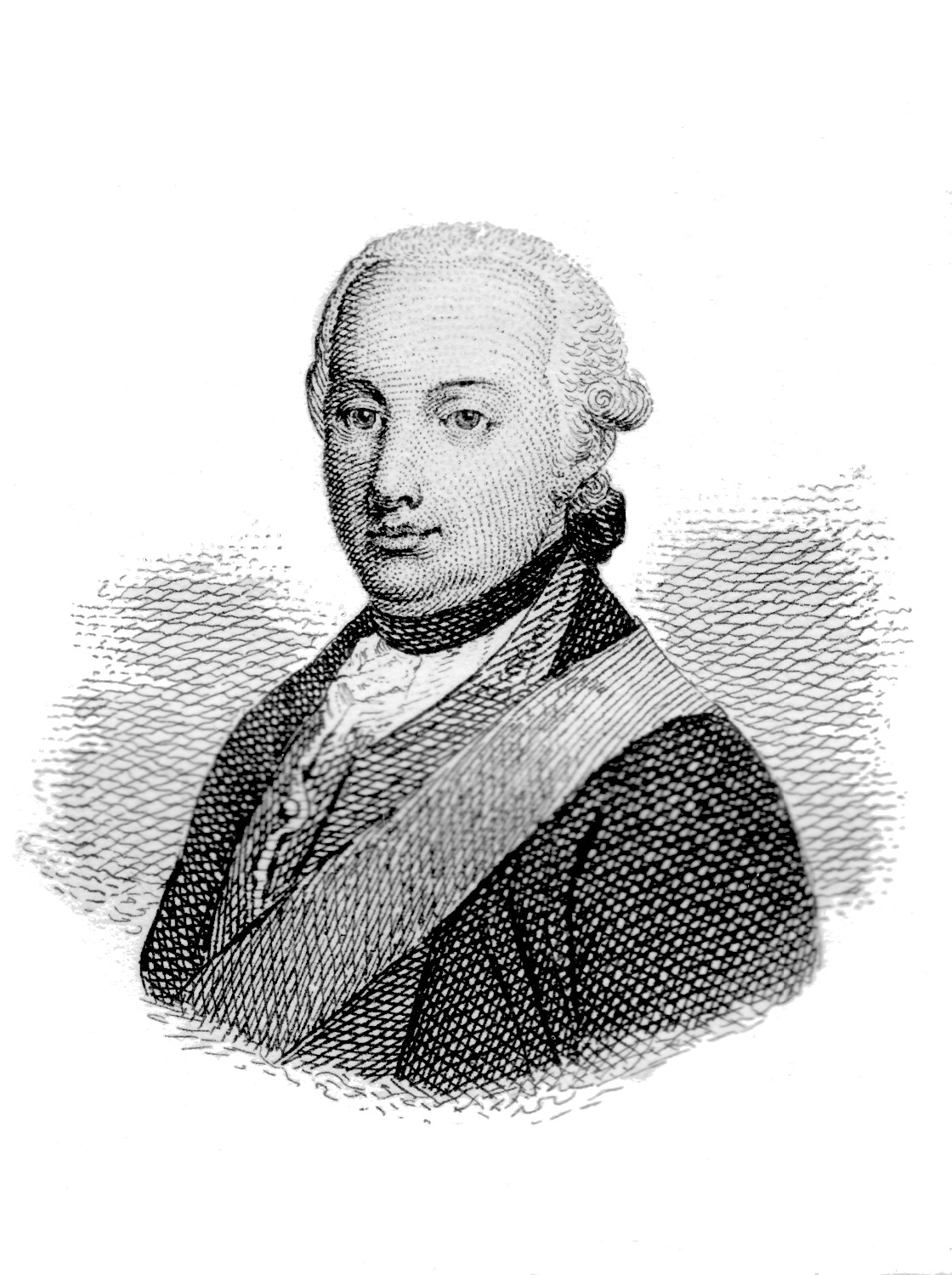
Fridrich Vilém II.
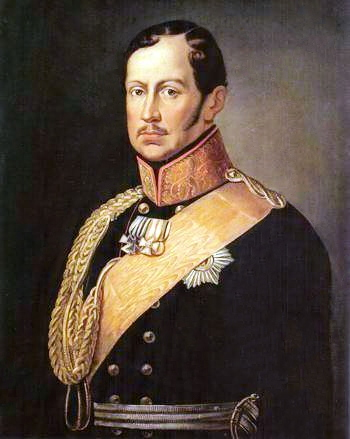
Fridrich Vilém III.
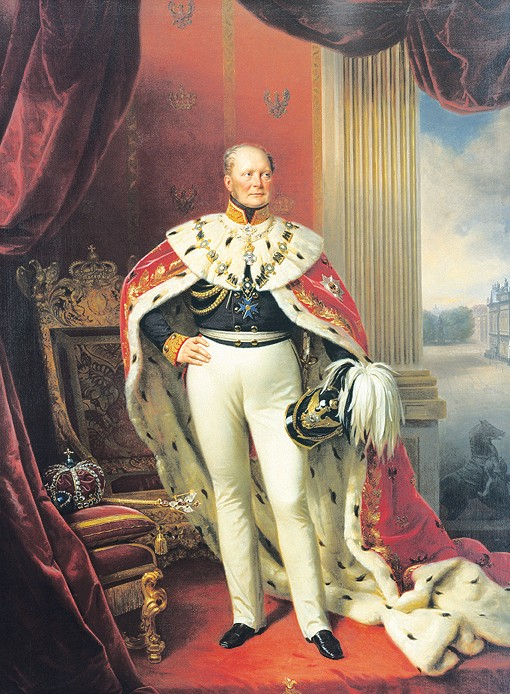
Fridrich Vilém IV.
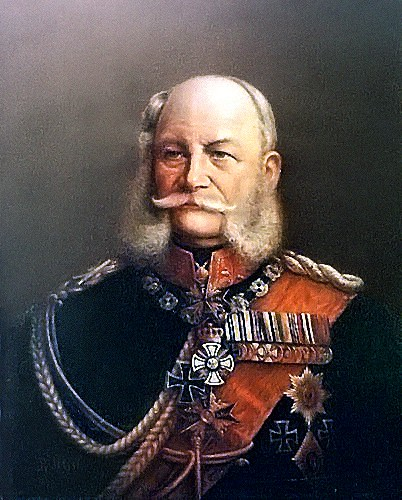
Vilém I.

### Němečtí císařové (1871–1918)
V letech 1870–1871 pak Prusko po boku dalších německých států bojovalo proti Francii v prusko-francouzské válce. Pruské vítězství v prusko-francouzské válce dalo vzniknout Německému císařství (s oficiálním názvem Německá říše (18. ledna 1871), v níž se Prusko stalo největší spolkovou zemí. V této federaci 26 států byli pruští králové dědičnými předsedy s titulem Německého císaře (něm. Deutscher Kaiser) až do porážky Německa v první světové válce v r. 1918. Po celou existenci Německého císařství byli němečtí císařové zároveň pruskými králi a byli tedy titulováni „Jeho císařské a královské veličenstvo“.
- Vilém I. (1871–1888), první císař, v letech 1861 až 1871 pruský král.
- Fridrich III. (1888), vládl jen 99 dní.
- Vilém II. (1888–1918), poslední německý císař, abdikoval roku 1918.

Galerie
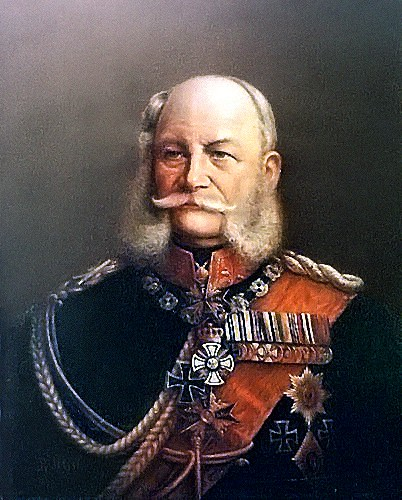
Vilém I.
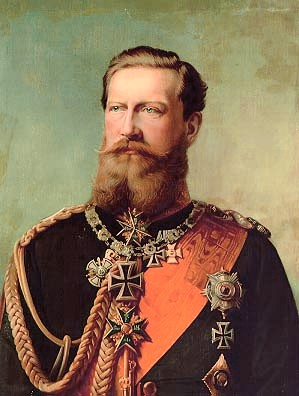
Fridrich III.
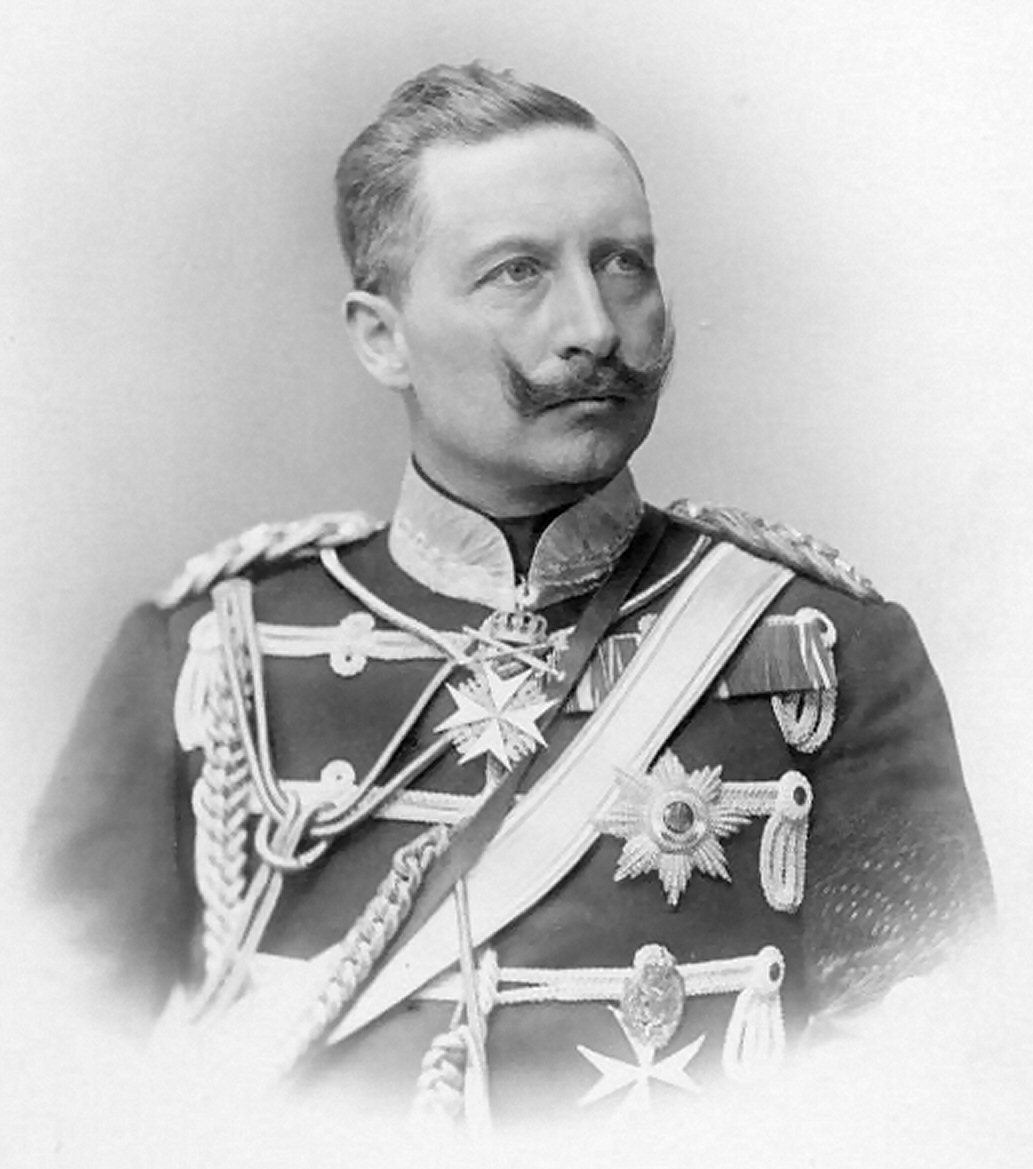
Vilém II.

### Hlava dynastie Hohenzollernů po r. 1918

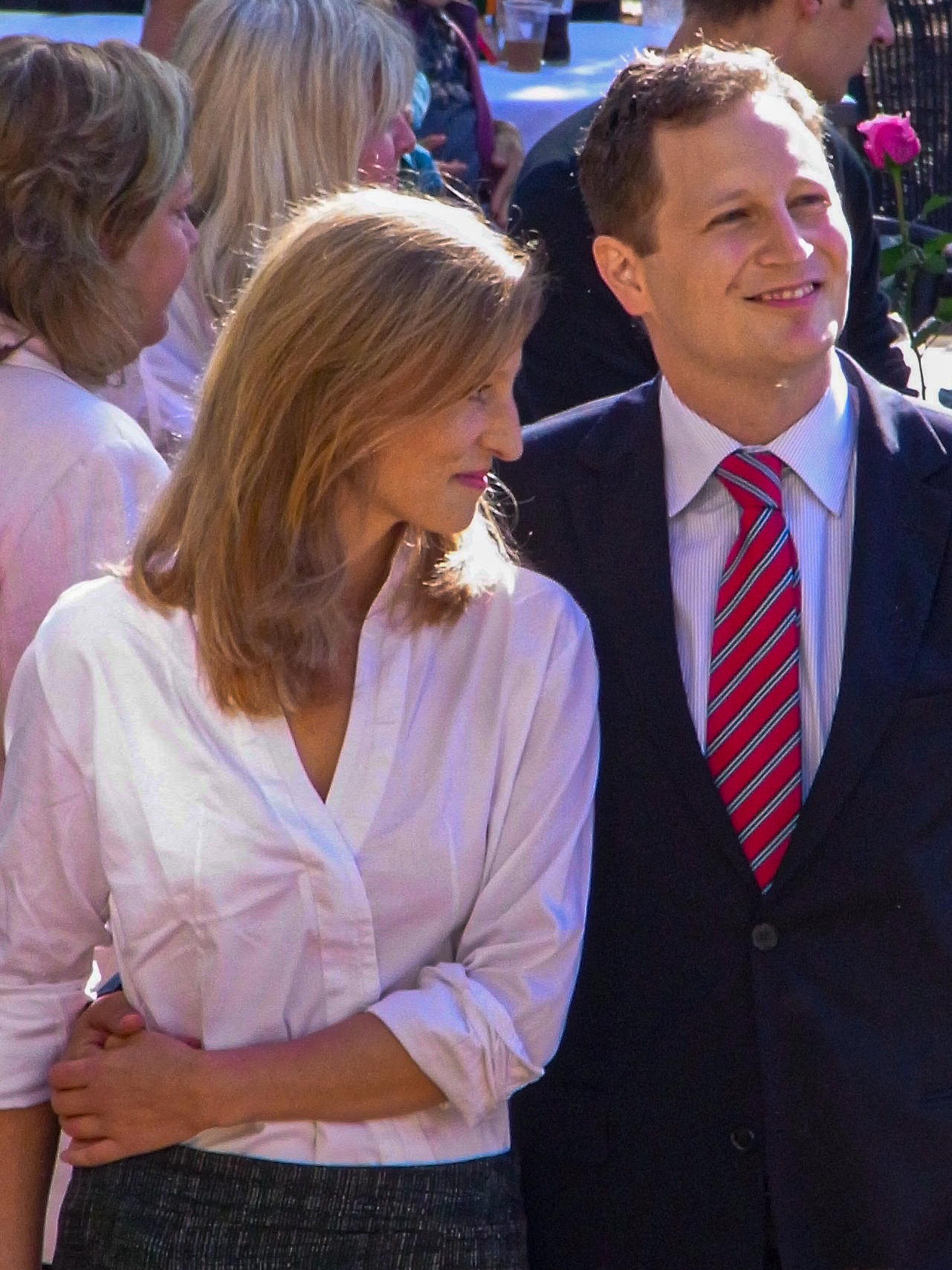
Georg Friedrich, Sophie

Dynastie Hohenzollernů

Hlava dynastie Hohenzollernů je a až do vymření této linie bude z mladší franské linie. Hlava dynastie je zároveň německým císařem a pruským králem, i když po roce 1918 pouze titulárním. Po listopadové revoluci v Německu odešel císař Vilém II. do nizozemského exilu, kde jako hlava dynastie dožil. Když v roce 1941 zemřel, stal se hlavou dynastie jeho syn, poslední německý korunní princ Fridrich Vilém. Fridrich Vilém však zemřel jen o 10 let později v roce 1951 a hlavou dynastie se stal jeho syn a vnuk Viléma II. princ Ludvík Ferdinand. Současnou hlavou dynastie je jeho syn a pravnuk posledního německého císaře Viléma II., princ Jiří Fridrich.
- Vilém II. (1918–1941), poslední německý císař, abdikoval roku 1918.
- korunní princ Vilém (1941–1951), jeho syn, poslední německý korunní princ
- Ludvík Ferdinand (1951–1994), jeho syn
- Jiří Fridrich – jeho vnuk

Galerie
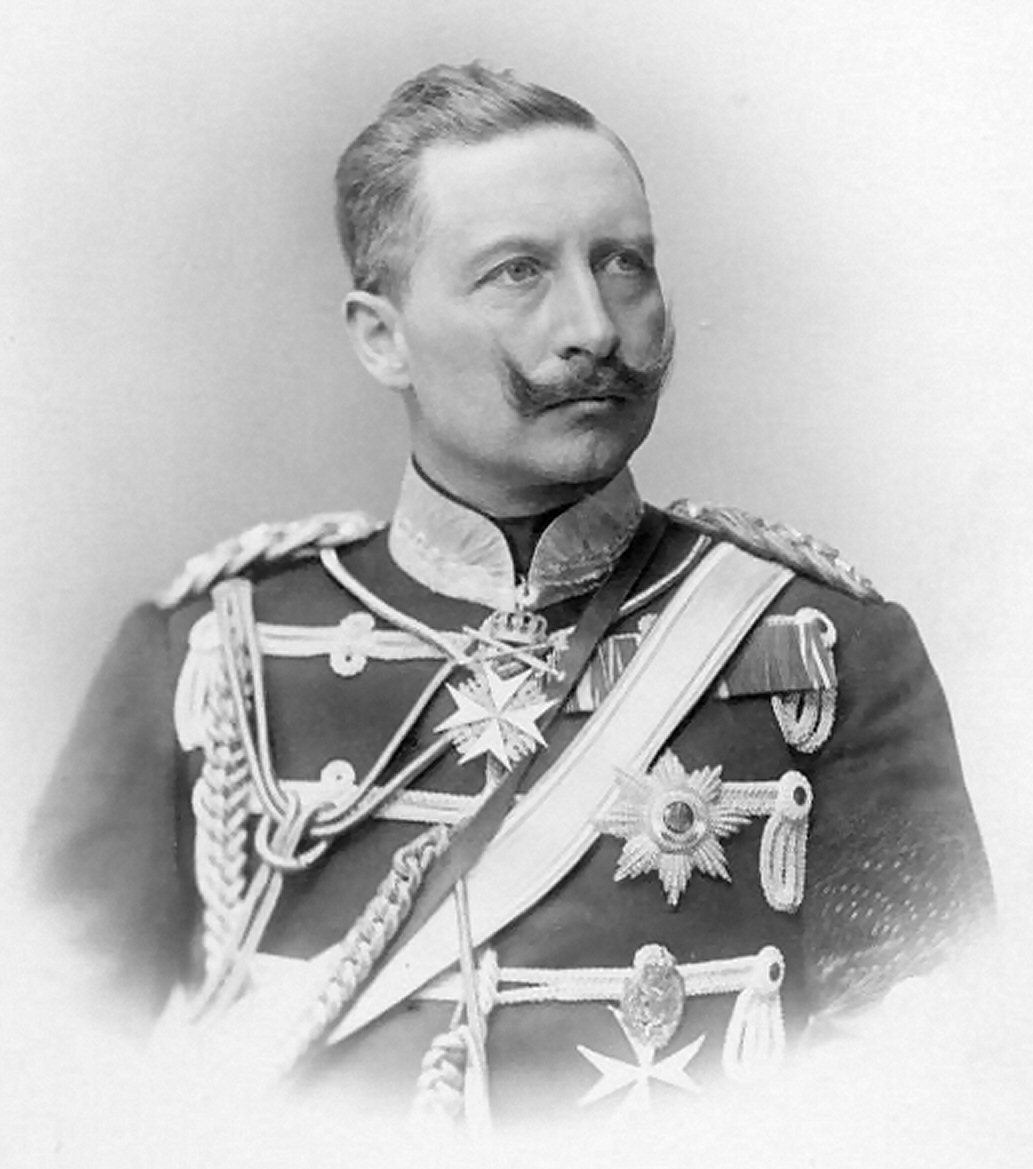
Vilém II.
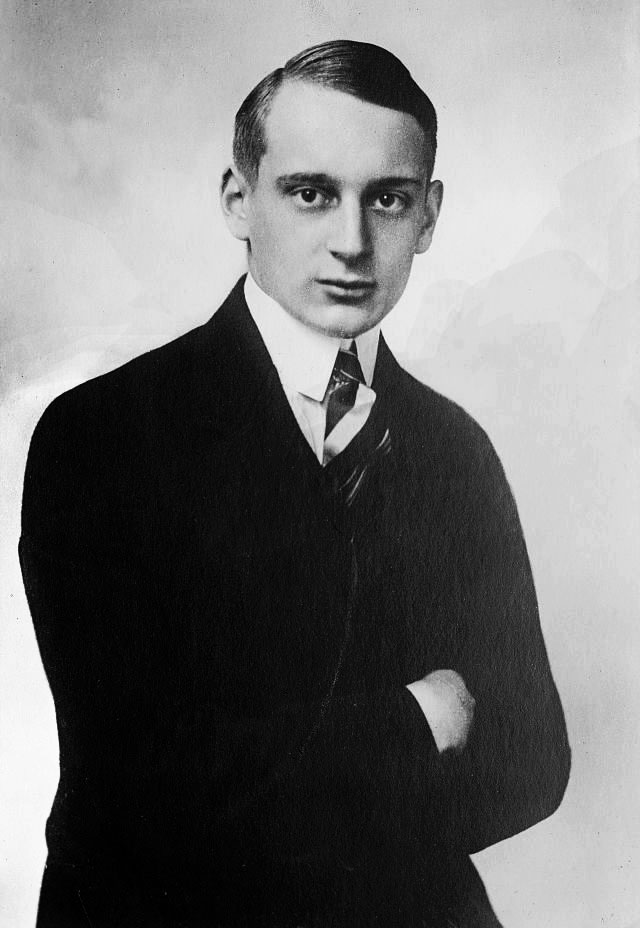
Ludvík Ferdinand Pruský
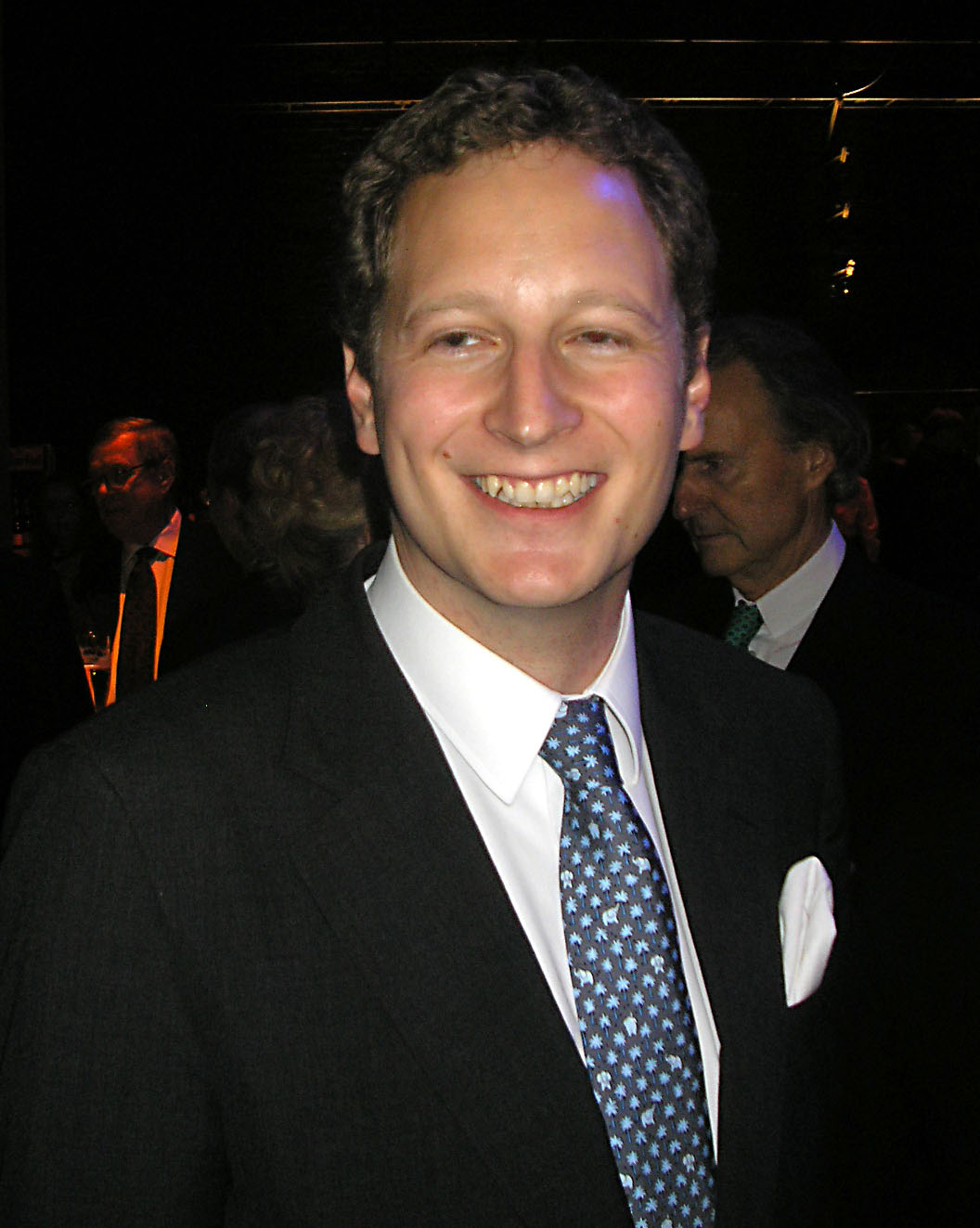
Jiří Fridrich Pruský

## Švábská větev
Švábská (starší) větev vládla na panstvích Hechingen, Sigmaringen a Haigerloch. Tím na rozdíl od franské větve patřila spíš k nevýznamným říšským rodům a kromě Hohenzollernska nerozšířila svou moc dále. Zakladatelem švábské linie se stal Fridrich II. Norimberský, jenž obdržel hrabství Zollern a purkrabství Norimberské v roce 1200 po otci, čímž se stal zakladatelem švábské větve rodu, purkrabství Norimberské však v roce 1218 daroval staršímu bratrovi Konrádovi III., jenž se stal zakladatelem franské linie rodu. Švábská větev na rozdíl od franské zůstala katolická. V získávání území také na rozdíl od franské větve nebyla příliš úspěšná, kromě obsazení trůnu Rumunska.
- v roce 1218 udržela Hohenzollernské hrabství
- to poté bylo v roce 1575 rozděleno na tři hrabství
- původní části byly v roce 1623 povýšeny na říšská knížectví
- tyto dvě knížectví byla v letech 1849 a 1850 prodána franské větvi a připojena k Prusku
- v letech 1858–1862 byl bývalý kníže Karel Antonín Hohenzollern-Sigmaringenský pruským ministerským předsedou
- a nakonec v roce 1869 získal jeho druhorozený syn Karel dědičně rumunský trůn.

### Hohenzollernská hrabata (1204–1575)
V roce 1218 švábská větev tehdy definitivně o Norimberk přišla, ale zůstal jí titul hraběte Zollernského resp. Hohenzollernského, jelikož již když se stal Fridrich III. purkrabětem Norimberským, bylo příjmení změněno na Hohenzollern
- Fridrich IV. (1204–1251/1255), také norimberský purkrabí jako Fridrich II.
- Fridrich V. (1251/1255–1289), také norimberský purkrabí jako Fridrich III.
- Fridrich VI. (1289–1298), také braniborský kurfiřt jako Fridrich I.
- Fridrich VII. (1298–1309), také braniborský kurfiřt jako Fridrich II.
- Fridrich VIII. (1309–1333)
- Fridrich IX. (1333–1377)
- Fridrich XI. (1377–1401)
- Fridrich XII. (1401–1426)
- Eitel Fridrich I. (1426–1439)
- Jošt Mikuláš I. (1439–1488)
- Eitel Fridrich II. (1488–1512)
- Eitel Fridrich III. (1512–1525)
- Karel I. (1525–1575)

V roce 1575 bylo hrabství Hohenzollern rozděleno mezi syny Karla I., a to na hrabství Hohenzollern-Hechingen a Hohenzollern-Sigmaringen, jež oboje získaly allodiální práva. O rok později přibylo i hrabství Hohenzollern-Haigerloch (pro nejmladšího syna), avšak již bez allodiálních práv.
Hohenzollernsko bylo sjednoceno až v roce 1850 pod vládou Pruska.

### Hrabata Hohenzollern-Haigerloch (1567–1767)
Hrabství Hohenzollern-Haigerloch bylo zřízeno v roce 1576 pro nejmladšího syna Kryštofa Hohenzollern-Haigerlochského, ale bez allodiálních práv jako nejmenší část původního hrabství. Po smrti hraběte Františka Kryštofa Antonína v roce 1767 bylo hrabství Hohenzollern-Haigerloch definitivně absorbováno knížectvím Hohenzollern-Sigmaringen.
- Kryštof Hohenzollern-Haigerlochský (1575–1601)
- Jan Kryštof Hohenzollern-Haigerlochský (1601–1623)
- Jan Hohenzollern-Haigerlochský (1601–1630)
- V letech 1630–1681 bylo součástí knížectví Hohenzollern-Sigmaringen
- František Antonín Hohenzollern-Haigerlochský (1681–1702)
- Ferdinand Antonín Hohenzollern-Haigerlochský (1702–1750)
- František Kryštof Antonín Hohenzollern-Haigerlochský (1750–1767)

### Hrabata, později knížata Hohenzollern-Hechingen (1576–1623–1850)
Hrabství Hohenzollern-Haigerloch bylo zřízeno v roce 1575 pro nejstaršího syna Eitela Fridricha I. jako říšské léno s allodiálnímy právy.
V roce 1623 bylo stávající hrabství povýšeno na knížectví. V roce 1815 se stalo nezávislým členem Německého spolku.
- Eitel Fridrich I. (1576–1605)
- Jan Jiří Hohenzollern-Hechingenský (1605–1623), v roce 1623 bylo hrabství povýšeno na knížectví
- Eitel Fridrich II. (1623–1661)
- Filip Kryštof Fridrich (1661–1671)
- Fridrich Vilém Hohenzollern-Hechingenský (1671–1735)
- Fridrich Ludvík Hohenzollern-Hechingenský (1735–1750)
- Josef Fridrich Vilém (1750–1798)
- Heřman Hohenzollern-Hechingenský (1798–1810)
- Fridrich (1810–1838)
- Konstantin (1838–1850), vymřela jím linie Hohenzollern-Hechingen

V roce 1850 prodal bezdětný kníže Konstantin své knížectví Hohenzollern-Hechingen francké větvi rodu, stejně tak v tomtéž roce učinil kníže Hohenzollern-Sigmaringenu Karel Antonín a obě knížectví byla sjednocena do země Hohenzollernsko. Titul knížete však švábské větvi zůstal. Dědický nárok však připadl po smrti knížete Konstantina v roce 1869 linii Hohenzollern-Sigmaringen.

### Hrabata, později knížata Hohenzollern-Sigmaringen (1576–1623–1850)
Hrabství Hohenzollernsko-Sigmaringen bylo zřízeno v roce 1575 pro prostředního syna Karla II., jako říšské léno s allodiálnímy právy.
V roce 1623 bylo stávající hrabství povýšeno na knížectví. V roce 1815 se stalo nezávislým členem Německého spolku.
- Karel II. (1576–1606)
- Jan (1606–1623), v roce 1623 bylo hrabství povýšeno na knížectví
- Meinrad I. (1638–1681)
- Maxmilián (1681–1689)
- Meinrad II. (1689–1715)
- Josef František Ernst (1715–1769)
- Karel Fridrich (1769–1785)
- Antonín Alois (1785–1831)
- Karel III. (1831–1848)
- Karel Antonín (1848–1850), prodal knížectví Prusku

V roce 1850 stejně jako Hohenzollern-Hechingenský kníže Konstantin, tak i Hohenzollern-Sigmaringenský kníže Karel Antonín prodal své knížectví franské větvi jenž obě knížectví (Hechigen a Sigmaringen) spojila do země Hohenzollernsko a začlenila do Pruska. Titul knížete však švábské větvi zůstal.

#### Titulární kníže a hlava linie Hohenzollern-Sigmaringen (po r. 1850), později hlava celé švábské linie (od 1869)
Kníže Karel Anton však nezůstal „s prázdnou“. V letech 1858–1862 byl pruským ministerským předsedou a po smrti knížete Konstantina z Hohenzollern-Hechingenu (jelikož s ním vymřela linie) získal Karel Anton dědičná práva linie Hohenzollern-Hechingen a v roce 1869 změnil svůj titul (a příjmení) na knížete Hohenzollerského, jeho potomci se tak stali z princů Hohenzollern-Sigmaringenských princi Hohenzollernskými.
- Karel Antonín (1850–1885), prodal knížectví Prusku, v roce 1869 se stal hlavou celé švábské linie
- Leopold Hohenzollernský (1885–1905)
- Vilém Hohenzollernský (1905–1927)
- Fridrich Hohenzollernský (1927–1965)
- Fridrich Vilém Hohenzollernský (1965–2010)
- Karel Fridrich Hohenzollernský (od 2010), podle rumunské ústavy z roku 1924 i možný následník rumunského trůnu

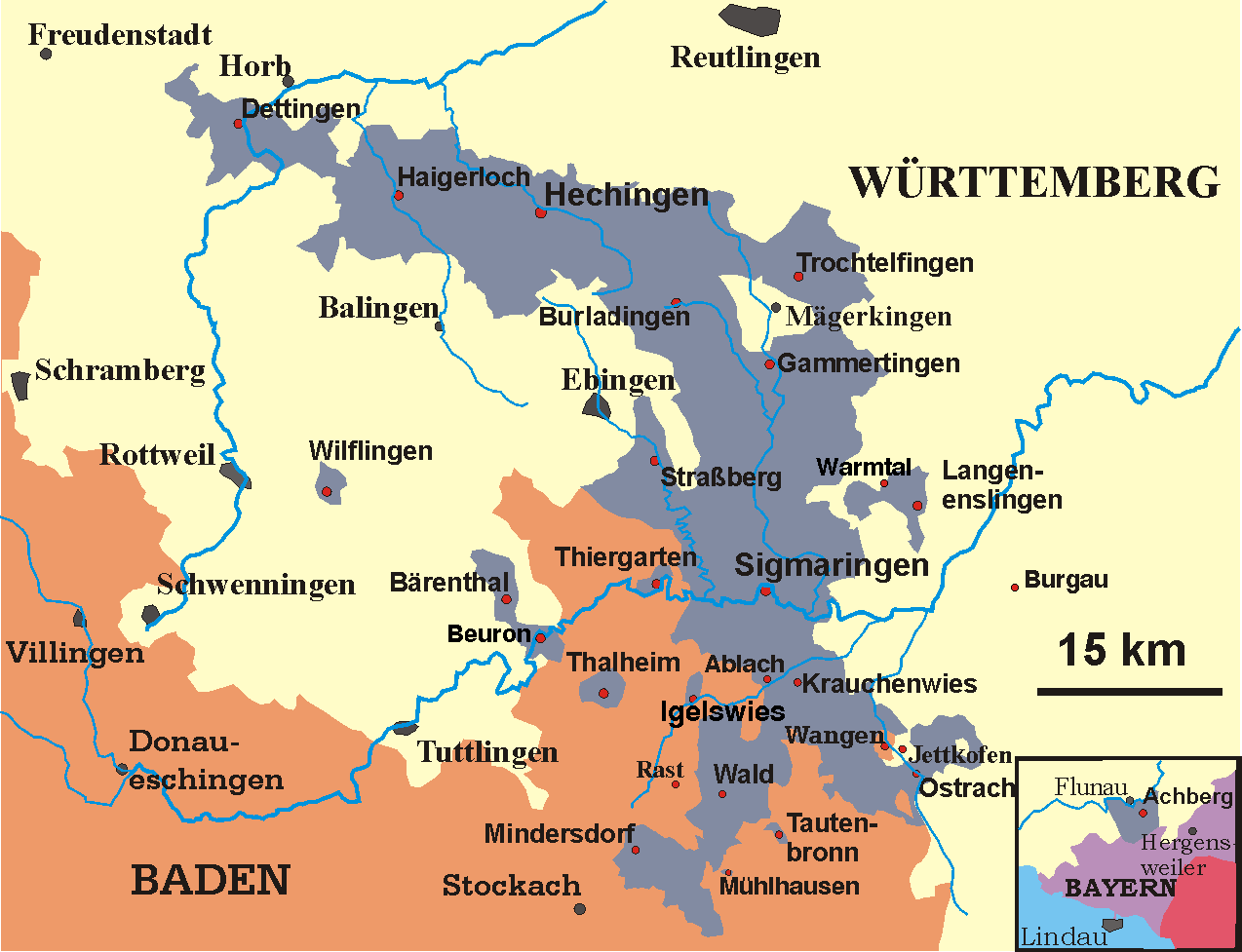
Hohenzollernsko, v jižním Německu

Ovšem již před rokem 1869 byl druhorozenému synovi knížete Karla Antona princi Karlu von Hohenzollern-Sigmaringen nabídnuta dědičně rumunská knížecí koruna (cílem této volby byla snaha získat německou podporu v úsilí Rumunů o nezávislost na Osmanské říši). Karel ji přijal a stal se rumunským knížetem a v roce 1881 se stal prvním rumunským králem Karlem I. (Carolem I.) Tím se kníže Karel Antonín stal předkem všech rumunských králů.
Tím však úspěchy členů linie Hohenzollern-Sigmaringen nekončily. Právě v roce 1870 byla (díky Bismarckově plánu) nabídnuta uprázdněná španělská koruna právě princi Leopoldovi Hohenzollernskému (prvorozený syn Karla Antona). Když se informace o tomto plánu dostala na veřejnost, napětí mezi Francií a Pruskem vzrostlo a princ Leopold po dohodě s pruským králem Vilémem I. a otcem Karlem Antonínem od kandidatury raději ustoupil.
Jelikož rumunský král Karel I. neměl potomky, stal se jeho vnuk a syn jeho bratra Leopolda, princ Ferdinand Hohenzollernský v roce 1914 rumunským králem a jeho potomstvo (syn Karel II. a vnuk Michal I.) vládlo v Rumunsku až do roku 1947, kdy byl Michal I. svržen komunistickým převratem.

### Rumunští králové (1881–1947)
Další úspěch zaznamenal rod roku 1869, kdy byla druhorozenému synovi knížete Karla Antona, princi Karlu von Hohenzollern-Sigmaringen nabídnuta dědičně rumunská knížecí koruna (cílem této volby byla snaha získat německou podporu v úsilí Rumunů o nezávislost na Osmanské říši). Karel jí přijal a stal se rumunským knížetem a v roce 1881 se stal prvním rumunským králem Karlem I. (Carolem I.)
Jelikož rumunský král Karel I. neměl potomky, stal se jeho synovec (syn jeho bratra Leopolda), princ Ferdinand Hohenzollernský v roce 1914 rumunským králem a jeho potomstvo (syn Karel II. a vnuk Michal I.) vládlo v Rumunsku až do roku 1947, kdy byl Michal I. svržen komunistickým převratem.
- Karel I. (1881–1914), v letech 1866–1881 byl vládcem (domnitorem) Rumunska.
- Ferdinand I. (1914–1927), synovec krále Karla I.
- Michal I. (1927–1930), první vláda, syn krále Karla II.
- Karel II. (1930–1940), roku 1940 abdikoval a opustil zemi.
- Michal I. (1940–1947), druhá vláda, syn krále Karla II., abdikoval během komunistického převratu.

Galerie
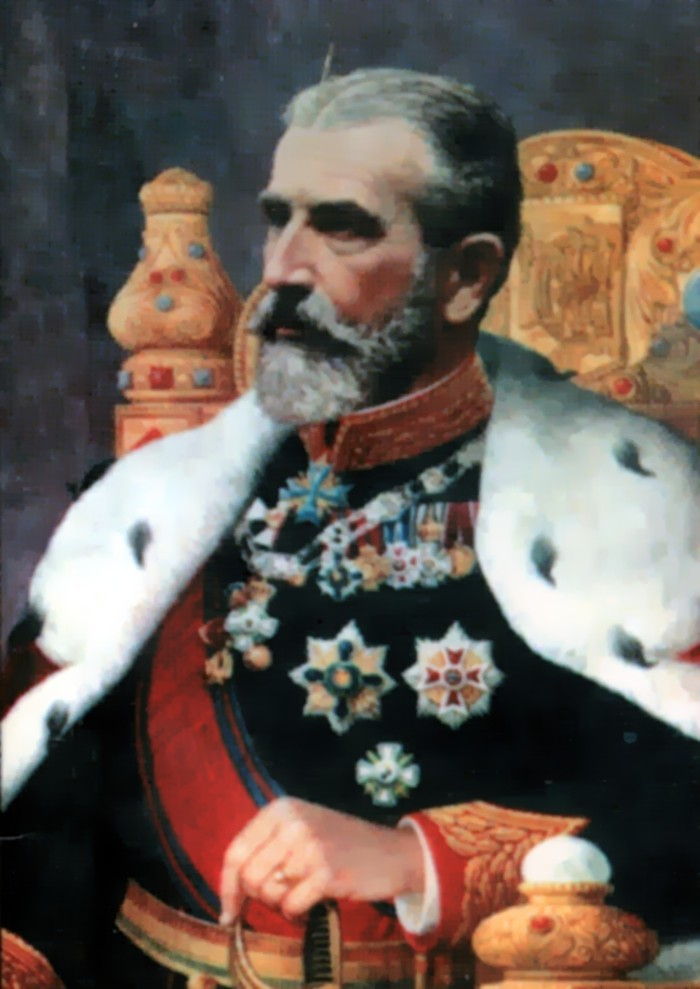
Karel I.
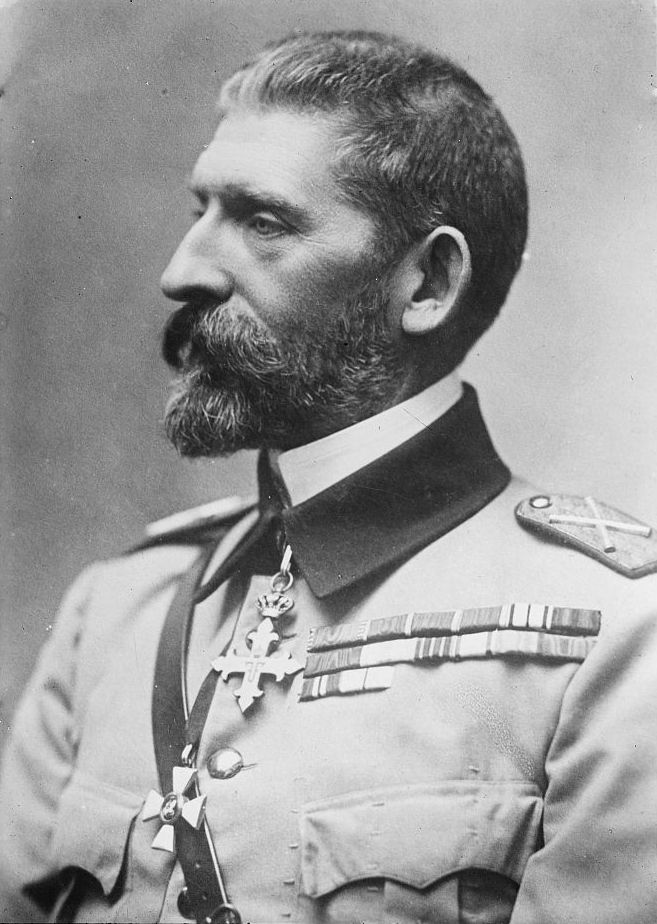
Ferdinand I.
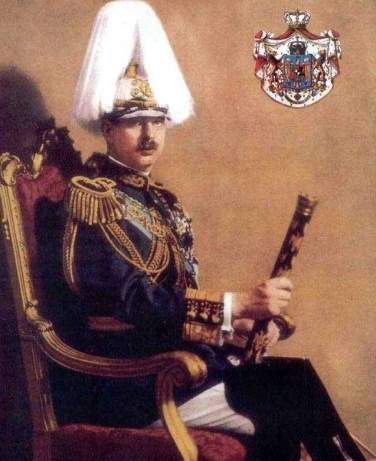
Karel II.
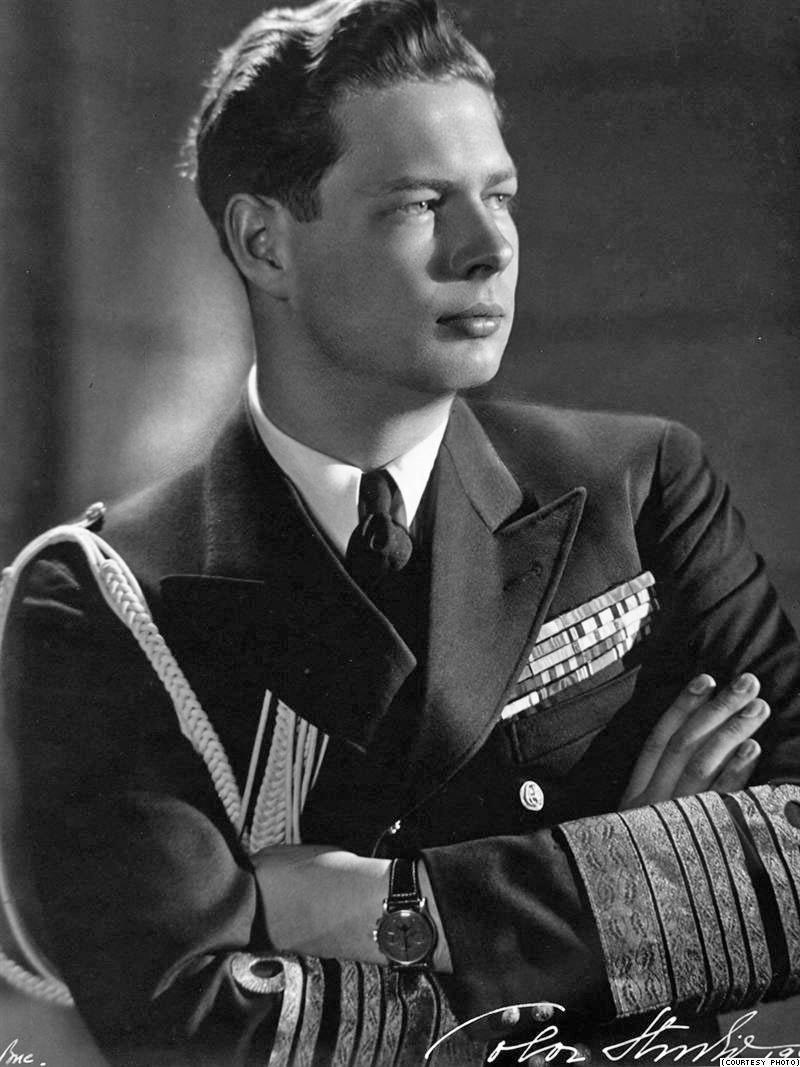
Michal I.

#### Spory o následnictví
Protože poslední panující rumunský král Michal I. nezanechal žádného syna, vyvstávají spory o následnictví na rumunský trůn. Podle rumunské ústavy z roku 1924 je nástupnictví na rumunský trůn určeno tzv. salickým zákonem, jenž odpírá ženám právo na trůn. Jelikož však neměl král Michal I. žádné bratry ani mužské členy linie, stal se podle salického zákona možným následníkem na rumunský trůn kníže Fridrich Vilém Hohenzollernský a jeho dědicové. Spory o následnictví jsou však problematické kvůli tomu, že král Michal I. zavedl v roce 2007 „rodový zákon“, jenž mění následnictví na trůn na mužskou primogenituru s tím, že ženy mohou nastoupit na trůn, pokud vládnoucí král nemá mužské dědice. Tento rodový zákon však není všemi uznáván jako platný, protože zákon o nástupnictví může změnit jen rumunský parlament a ne král v exilu, celou situaci pochopitelně komplikuje fakt že Rumunsko je republikou.
Následnictví podle ustanovení krále Michala I. z roku 2007:
- korunní princezna Markéta Rumunská (Margarita) (* 1949) nejstarší dcera krále Michala I.
- princezna Elena Rumunská (* 1950) druhorozená dcera krále Michala I.
  - princ Mikuláš Rumunský (* 1985) – její jediný syn, vnuk krále Michala I.

Následnictví podle rumunské ústavy z roku 1924 (podle salického zákona):
- dědičný princ Karel Fridrich Hohenzollernský (* 1952), hlava dynastie Hohenzollern-Sigmaringen, syn Fridricha Viléma Hohenzollernského
  - princ Alexandr Hohenzollernský (* 1987), jeho syn

## Rodokmen
- hrabě Fridrich I. Zollernský (x1125)
  - Fridrich II. Zollernský (x1142)
    - Fridrich III. Zollernský (1139–1200), norimberský purkrabí
      - Fridrich IV. Zollernský (1186–1255), zakladatel švábské linie
        - Fridrich V. Hohenzollernský (x1289)
          - Fridrich VI. (x1298)
            - Fridrich VII. (x1309)
            - Fridrich VIII. (x1333)
              - Fridrich IX. (x1378)
                - Fridrich X. (x1412)

              - Fridrich (x1407)
                - Fridrich XI. (x1401)
                  - Fridrich XII. (1401–1443)
                  - Eitel Fridrich I. (1384–1439)
                    - Jošt Mikuláš I. (1433–1488)
                      - Eitel Fridrich II. (1452–1512)
                        - Eitel Fridrich III. (1494–1525)
                          - Karel I. (1516–1576)
                            - Eitel Fridrich IV. (1545–1605)
                              - Jan Jiří Hohenzollern-Hechingenský (1577–1623)
                                - Eitel Fridrich V. (1601–1661)

                            - Karel II. (1547–1606)
                              -  Jan Hohenzollern-Sigmaringenský (1578–1638), 1623 povýšen na knížete
                                -  Meinrad I. Hohenzollern-Sigmaringenský (1605–1681)
                                  -  Maxmilián I. Hohenzollern-Sigmaringenský (1636–1689)
                                    -  Meinrad II. Hohenzollern-Sigmaringenský (1673-1715)
                                      -  Josef František Ernst Hohenzollern-Sigmaringenský (1702–1769)
                                        -  Karel Fridrich Hohenzollern-Sigmaringenský (1724–1785)
                                          -  Anton Aloys Hohenzollern-Sigmaringenský (1762–1831)
                                            -  Karel Hohenzollern-Sigmaringenský (1785-1853)
                                              -  Karel Antonín Hohenzollernský (1811–1885)
                                                - Leopold Hohenzollernský (1835–1905)
                                                  - Vilém Hohenzollernský (1864–1927)
                                                    - Fridrich Hohenzollernský (1891–1965)
                                                      - Fridrich Vilém Hohenzollernský (1924-2010)
                                                        - Karel Fridrich (*1952)
                                                          - Alexandr (*1987)

                                                        - Albrecht (*1954)
                                                        - Ferdinand (*1960)
                                                          - Aloys (*1999)
                                                          - Fidelis (*2001)

                                                  -  král Ferdinand I. Rumunský (1865–1927)
                                                    -  král Karel II. Rumunský (1893–1953)
                                                      -  král Michal I. Rumunský (1923–2017)
                                                        - Margarita (*1949)
                                                        - Elena (*1950)
                                                        - Irena (*1953)
                                                        - Sofie (*1957)
                                                        - Marie (*1964)

                                                      -  Carol Mircea Lambrino (1920–2006)
                                                        - Paul-Philippe Hohenzollern (*1948)
                                                          - Carol Ferdinand (*2011)

                                                        - Alexander Hohenzollern (*1961)

                                                -  král Karel I. Rumunský (1839–1914)

      - Konrád III. Norimberský (1188–1261), zakladatel franské linie
        - Fridrich III. Norimberský (1220–1297)
          - Jan I. Norimberský (1279–1300)
          - Fridrich IV. Norimberský (1287–1332)
            - Jan II. Norimberský (1309–1357)
              - Fridrich V. Norimberský (1333–1398)
                - Jan III. Norimberský (1369–1420)
                -  Fridrich VI. Norimberský a I. Braniborský (1371–1440), braniborský kurfiřt
                  -  Fridrich II. Braniborský (1413–1471)
                  -  Albrecht III. Achilles (1414–1486)
                    -  Jan Cicero Braniborský (1455–1499)
                      -  Jáchym I. Nestor (1484–1535)
                        -  Jáchym II. Hektor (1484–1535)
                          -  Jan Jiří Braniborský (1525–1598)
                            -  Jáchym Fridrich Braniborský (1546–1608)
                              -  Jan Zikmund Braniborský (1572–1619), pruský vévoda a braniborský kurfiřt
                                -  Jiří Vilém Braniborský (1595–1640), pruský vévoda a braniborský kurfiřt
                                  -  Fridrich Vilém I. Braniborský (1620–1688)
                                    -  král Fridrich I. Pruský (1657–1713), první pruský král
                                      -  Fridrich Vilém I. (1688–1740)
                                        -  Fridrich II. Veliký (1712–1786)
                                        - August Vilém Pruský (1722–1758)
                                          -  Fridrich Vilém II. (1744–1797)
                                            -   Fridrich Vilém III. (1770–1840)
                                              -   Fridrich Vilém IV. (1795–1861)
                                              -  Vilém I. (1797–1888)
                                                -  Fridrich III. (1831–1888)
                                                  -  Vilém II. (1859–1941)
                                                    - korunní princ Vilém (1882–1951)
                                                      -  Ludvík Ferdinand (1907–1994)
                                                        - Ludvík Ferdinand (1944–1977)
                                                          -  Jiří Fridrich Pruský (*1976), pretendent trůnu, hlava rodu
                                                            - Karel Fridrich (*2013)
                                                            - Ludvík Ferdinand (*2013)

                                                        - Kristián Zikmund (*1946)
                                                          - Kristián Ludvík (*1986)

                                                    - Oskar (1888–1958)
                                                      - Vilém Karel (1922–2007)
                                                        - Vilém Karel (*1955).
                                                        - Oskar (*1959)
                                                          - Oskar (*1993)
                                                          - Albert (*1998)

                                                    - Jáchym (1890–1920)
                                                      - Karel František (1916–1975)
                                                        - František Vilém (*1943)
                                                          - Jiří Michailovič (*1981)

                              -  Jan Jiří Krnovský (1577–1624)

                    -  Fridrich Braniborsko-Ansbašský (1455–1499)
                      -  vévoda Albrecht Braniborsko-Ansbašský (1490–1568), pruský vévoda
                        -  vévoda Albrecht Fridrich Pruský (1553–1618)
                          - Anna Pruská (1576–1625)
                            -  Jiří Vilém Braniborský (1595–1640), pruský vévoda a braniborský kurfiřt

                      - Jiří Braniborsko-Ansbašský (1484–1543)